# ミラージュ騎士団
ミラージュ騎士団（ミラージュナイツ）は、永野護の漫画『ファイブスター物語』に登場する架空の騎士団である。正式名称は旧設定では東方第一等幻像軍団（英字表記 First Easter Mirage Corps。略称はF.E.M.C.）新設定ではツァラトウストラ・クリーグ・カンプフリッター・ミラージュ(炎戦幻影騎士団。英字表記 Zarathustra Krieg Kamplitter Mirage。略称はZ.K.K.M.)。

## 概要
A.K.D.の元首アマテラスの私費で雇っている私設騎士団である。しかしメンバーの多くはA.K.D.及び構成国の要職も兼任しており、事実上A.K.D.の筆頭騎士団と見做されている（A.K.D.の正式な国家騎士団はゴーズ騎士団）。A.K.D.構成国の王族・貴族出身者や、パートナーがバランシェ・ファティマであることが多いのも特徴。ミラージュ騎士に雇われた者が正式な入団前に一時的にゴーズ騎士団に籍を置く場合もある。
旧設定では「血の十字架」、新設定では「漆黒の花十字（シュバルツ・ブルーム・クロス）」を騎士団マークとしており、装備には白地に朱色（新設定では黒）のマークやストライプの入った意匠が多用されている。また団員の用いるスパッド（光剣）の光刃の色も朱色である。ミラージュ騎士団以外に朱色を識別色として用いる組織はA.K.D.国内のみならず星団中にも存在しない。騎士団としての正装は騎士団マークを前面に染め出し朱色（黒色）のラインが入っている白地のローブで、同色のフードをかぶりウーバレイヨウという恐竜の頭蓋骨（新設定ではグリースの紋章の描かれたメット）をマスクとして着ける。なお、新設定において「血の十字架」の呼び名は専用の真紅のガット・ブロウの通称として用いられている。
レッド・ミラージュ（新設定ではツァラトウストラ・アプターブリンガー）を始めとする星団最高の装備や権限を与えられ、AKDにおいてはアマテラスの全権代理人として勅命を発する権限を有するなど、全ての行為が認められている。その代償としてアマテラスへの忠誠は絶対であり、退団は死をもって償うこととなる。表立った活動はあまり行われていないが、その実力は星団最強とも言われ、実際他国の騎士団で指南役や騎士団長を務めていた人物もメンバーとなっている。逆に公に記録が残る活動をほとんど行っていないことから、ウースー共和国のように情報収集力に不足する国家やA.K.D.に知己を持たない人物からはアマテラスによるお飾り騎士団と酷評されることもある。
設立当初は単一の組織で、その時期を第1期と呼んでいる。第1期はNo.7まで。その後に2隊に分けるようになり、その時期を第2期と呼ぶ。アマテラスの手足としてA.K.Dの政治・外交・軍事を担い、紛争鎮圧や国際警察的な役割まで果たしていた表のメンバー＝右翼大隊「オレンジ・ライト」と、暗殺・非合法活動が主体で存在が秘匿された裏のメンバー＝左翼大隊「グリーン・レフト」である。第2期は左右No.23まで増員されている。左翼大隊のメンバーには本名以外にコードネームが割り振られていることも多い。
オレンジ・ライトはアマテラスへの忠誠により統率されているが、グリーン・レフトはアマテラスからの恐怖で服従させられているとされ、通常はフロートテンプル内の「デモンズ・タワー」に監禁同然で待機している。しかし第2次フロート・テンプル動乱以後、新たに入団する騎士の中でレフト司令官サリオンと同年代の者はサリオンのお付を兼ねて優先的にレフトに入れられるようになった事情もあり、デモンズ・タワーからの外出が自由になるなどはレフトの扱いは緩くなっている。また、欠員が生じると空いた番号に新たに入団したメンバーを充てていたが、途中からは空席が生じてもその番号に新たなメンバーを充てなくなっている。
ブラック3による襲撃で数多くの戦死者を出したことや、その後加入したメンバーが女子高生だらけであったこと等から魔道大戦期にはかつての評判が地に落ちた状態となっていたが、星団歴3159年より始まった星団大侵攻以降、一転してその名は恐怖の代名詞と化した。前後して発足した第三期からはライトとレフトの区別は無くなり、No.24以降ミラージュ騎士団員のナンバーは再統一されている。星団暦3961年にアマテラスがNo.25のユーパンドラ・ライムに「天照」の名とともに自らの全統治権を委ねて姿を消した後は、同じくミラージュ騎士団員たちも表舞台に現れなくなる。星団暦4100年のA.K.D.の滅亡に伴う真の星団統一後、ミラージュ騎士団はアマテラスに従って星団を去る。騎士の血が薄まって弱体化している4000年代においても（その点を補うためユーパンドラ政権下での主力となったゴーズ騎士団では機械化や薬物による強化改造を行っている）作中における大きな謎のひとつとして、ミラージュ騎士のみは往時の力を維持している。
ミラージュ騎士には原則的に引退は無く、基本的には死亡をもって脱退となる（唯一の例外はコーラス王朝のバランカ家に嫁いだシャーリィ・ランダース）。しかし高齢などで騎士能力が衰えた者などはミラージュナンバーを返上し、ノー・ナンバーと呼ばれ、主として政治などの業務を行う。ただしNo.1のみは別格であり、離団後カステポーのナイトギルド総評議長やハスハのAP騎士団総団長の地位に就いたダグラス・カイエンやイオタ宇宙騎士団長と兼任し、後にアティア・ハッシュ王国の王となったジャコー・クォン・ハッシュのような例もある。またランドは12巻で元ミラージュ騎士と自称し、魔導大戦では後にAP騎士団に所属しているなど、天照個人の裁量によって自由に運営される騎士団の性質上、退団に関しての例外も複数存在する。

## メンバー一覧
No.AとNo.1は特別なナンバーでメンバーは固定されておらず、時期により変わる。また左翼大隊・右翼大隊双方を兼任する。No. 2から23まではライトメンバー、レフトメンバーとに分かれる。No.24からはライトとレフトの区別がなくなっている。その為、その時点で空席となっていたレフトのNo.23は欠番となった。なお、当初は引退メンバーのナンバーを新しいメンバーが引き継いでいたが、途中から欠番にするようになった。
| A   |                                              |                                                              |
| 1   |                                              |                                                              |
| No. | 第1期                                        | 第1期                                                        |
| 2   | ダグエラン・ルス侯爵                         | ダグエラン・ルス侯爵                                         |
| 3   | メルカ・ルーモアズ侯爵                       | メルカ・ルーモアズ侯爵                                       |
| 4   | ファルク・U・ログナー バビロン王             | ファルク・U・ログナー バビロン王                             |
| 5   | グラント・ライム公爵                         | グラント・ライム公爵                                         |
| 6   | クロークル・ハーマン                         | クロークル・ハーマン                                         |
| 7   | ガルシア公爵                                 | ガルシア公爵                                                 |
|     | 第2期                                        |                                                              |
| No. | オレンジ・ライト                             | グリーン・レフト                                             |
| 2   | アイシャ・ルーマー女王（旧姓コーダンテ）     | 初代：バーグル・デ・ライツァー伯爵（シャフト）               |
| 2   | アイシャ・ルーマー女王（旧姓コーダンテ）     | ２代目：エフィー・ドライ                                     |
| 3   | ランドアンド・スパコーン公爵                 | 初代：クー・ファン・シー・マ王子（ティン・バイア）           |
| 3   | ランドアンド・スパコーン公爵                 | ２代目：ボー・ゼクス                                         |
| 4   | ファルク・U・ログナー バビロン王             | 斑鳩王子（サリオン）                                         |
| 5   | （欠番 名義上はグラント・ライム公爵）        | ヒューズレス・カーリー（スピナー）                           |
| 6   | クロークル・ハーマン                         | クロークル・ハーマン                                         |
| 7   | リイ・エックス・アトワイト公爵               | 初代：エイドリアン・ターク（パイソン）                       |
| 7   | リイ・エックス・アトワイト公爵               | ２代目：アーリィ・ブラスト                                   |
| 8   | スペクター                                   | ミューリー・キンキー王女                                     |
| 9   | ディッパ・ドロップス博士                     | ベスター・オービット公爵（クローズ）                         |
| 10  | ハインド・キル                               | ピッキング・ハリス（スパーク）＝マドラ・モイライ             |
| 11  | レオパルト・クリサリス公爵                   | メイザー・ブローズ                                           |
| 12  | ウラッツェン・ジィ                           | バイズビズ（ヴィンス・ヴィズ）                               |
| 13  | ポエシェ・ノーミン                           | バーナー・恋ダウド（レンダウド）＝ミキータ・オージェ         |
| 14  | シャーリィ・ランダース・クレイテンシュバンツ | プリンセス・オリビー・タイトネイプ（峡楼姫〔きょうろうき〕） |
| 15  | ビョトン・コーララ                           | パナール・リィ・エックス・アトワイト王女                     |
| 16  | ステートバルロ・カイダ                       | シトロン・メナー王女（フリーズ）                             |
| 17  | ヌー・ソード・グラファイト                   | エィブロゥ・ビット・マエッセン男爵                           |
| 18  | イマラ・ロウト・ジャジャス王女               | エルディアイ・ツバンツヒ（スペック）＝ストーイ・ワーナー博士 |
| 19  | ミシャル・ハ・ルン                           | キッド・オーシャン                                           |
| 20  | ヨーン・バインツェル                         | パゴナ・ヘルバート                                           |
| 21  | アーレン・ブラフォード                       | ワスペン・ナンダ・クラック＝ユーゴ・マウザー博士             |
| 22  | マキシマム・ハルトフォラス                   | ベルベット・ワイズメル                                       |
| 23  | キュキィ（キュキィ・残田・理津子）           | （欠番）                                                     |
| No. | 第3期                                        | 第3期                                                        |
| 24  | ターストワイス・フォレット                   | ターストワイス・フォレット                                   |
| 25  | ユーパンドラ・ライム公爵                     | ユーパンドラ・ライム公爵                                     |
| 26  | メロウ・クリサリス公爵                       | メロウ・クリサリス公爵                                       |
| 27  | ヨッヘンマ・ピストーチ                       | ヨッヘンマ・ピストーチ                                       |
| 28  | サトバイ・シュレスコルハール                 | サトバイ・シュレスコルハール                                 |
| 29  | ベルトバード・ゴドラ                         | ベルトバード・ゴドラ                                         |
| 30  | ルート・コーダンテ・アマテラス親王           | ルート・コーダンテ・アマテラス親王                           |
| 31  | ウピゾナ・バーデンバーグ                     | ウピゾナ・バーデンバーグ                                     |
| 32  | カーレル・クリサリス公爵                     | カーレル・クリサリス公爵                                     |
| 33  | アラート・リイ・エックス・アトワイト         | アラート・リイ・エックス・アトワイト                         |
| 34  | ヴィクトリー                                 | ヴィクトリー                                                 |
| 35  | レディ・スペクター                           | レディ・スペクター                                           |
| 36  | ザ・タワー                                   | ザ・タワー                                                   |

### エースナンバー
A
アマテラスがAナンバーを着装していた設定画が存在する。
1星団暦3031年現在は2代目ダグラス・カイエン戦死の為空席
初代 ディモス・ハイアラキ（ディモス・ルース）
ファイブスター物語の登場人物#バキン・ラカン帝国を参照。
2代目ダグラス・カイエン
ファイブスター物語の登場人物#ミノグシア連合（ハスハ連合共和国）／アトール聖導王朝を参照。
3代目ジャコー・クォン・ハッシュ
イマラ・ロウト・ジャジャス（ミラージュNo.18R）の息子で、イオタ宇宙騎士団創設者イオタ・コルテッサの孫。先代ジョルジュ・スパンタウゼンから受け継ぎ、3031年現在は同騎士団の団長（本人は「組長」と自称）。
幼少期は素行不良であり、形式も格式も一切お構いなしで偉そうな相手には向こう見ずに突っかかる性格ゆえに母を困らせていた。
アーレン・ブラフォードに「剣の修行だけしておればよいとは限らんぞ」と言われ、女忍者・泉興京巴との対決では巴から放たれた毒々しい煙幕の中に考え無しに飛び込むほど頭が良くない。しかしその当時から騎士としてかなりの才能を示しており、ダグラス・カイエンに「試され」て天位を得ている（右腕にはその時に付いた大きな傷がある）。後に強天位を受け、カイエンからシルバーナイトの称号も受け継ぐが、イマラの「母ちゃんキック」だけは見切れないようである。剣聖カイエンすらアイツ呼ばわりするものの、ブラフォードに対しては尊敬の念を抱いており、作中では唯一敬語で話しかけている。
開発者でもあるダイアモンド・ニュートラル自身が「相当のバカでなければ扱えない」と断言するマイティシリーズの1騎、彗王丸（新設定では『ブリンガーB3アストラガルス賽星』）を所有している。3030年、WAXTRAXでバッハトマのハスハント侵攻をパートナーのバランシェ・ファティマ「弁天」と共に見守る。その後イオタを率いてボォス周辺宙域の治安活動に当たっていたところ、行方不明のマグダル（偽名アンジェ・ユラ）を探すためランドと別れて宇宙に上がったヘアード・グローバー（偽名アデム・ユラ）に人身売買の事情を教えた上、秘密を抱えた彼女に協力することになる（ロストマグダル事件）。3075年、彗王丸を駆ってハスハント解放戦に参加。後に母の故国、アティア・ハッシュ王国の王になるという。
基本的にはミラージュ騎士としてよりもイオタ宇宙騎士団組長として活動しており、「かーちゃんの敵は俺の敵」という価値観に基づいて折々にミラージュと合流する模様である。
4代目マドラ・モイライ（剣聖ミス・マドラ、アマンダ・アルゴン＝プロミネンス）
ダグラス・カイエン亡き後に剣聖となった。通称「薔薇の剣聖」。オルカオン・ハリスの実子で、当初は騎士としてさしたる才覚が無いと見なされていたが、時のバキンラカン聖帝ミマス・サオリレナにはその危険な本性を見抜かれていた。父に剣を振りかざされても抵抗しなかったというエピソードを持ち、木刀しか持たず、実剣を持ち戦うことを極度に嫌う穏やかな少女に見えるが、実際は超帝國時代に純血の騎士が持っていた殺戮本能を強く持っており、殺人そのものに悦楽する快楽殺人者である。その力でジュノーの大虐殺を行い、国一つを滅ぼした。あまりにも危険な性癖と能力を封印する為に当時のアトール女皇帝フンフトによってピッキング・ハリス“スパーク”という「良心」を引き出され、普段は表に出てくる事は無く、「スパークの知り合いだったデコースをマドラは知らなかった」「マドラがデコースを襲っていたことをスパークは知らない」など、場合によっては記憶の共有もされていない。
魔導大戦では、3030年にフィルモアの首都デュアンスに現れ、旧知のスティール・クープ博士のアパートでレーダー8世らフィルモア古老に紹介され、カイエン亡き後空位となっていた剣聖に任じられる。3037年、ショウメ争奪戦の最中に人格統合、「マドラ・モイライ」となる。3045年にはマキシのお目付け役としてAP騎士団に加わり（過去にスパークとして在籍しており事実上の復帰）、新たに編成された「デプレ隊」の唯一のメンバーとして「敵撃破数算出不能」の成績を残す。3075年のハスハント解放戦では解放軍に加わり、「デプレ皇子の指示に従えば剣聖を与える」と逸るマキシを説得している。パートナーはクープ・ファティマのベルクト。
「F.S.S.DESIGNS 1」によれば、その正体は超帝國の純血の騎士アルゴン・プロミネンスが転生した姿である。マドラの異常な言動は、星団暦時代のジョーカーでは自分は戦うべきではないというアルゴンの決意がもたらしたものという。事実としてプロミネンスとしての彼女はたった一度だけしか（しかも非常な手加減を行った上で）その力を星団暦の騎士には向けなかった。非常に分かり難いが屍山血河に嬉々とした異常な言動をする時のマドラと"プロミネンス"としてのマドラは全くの別人格であったと推測される。また、たまにスパークに戻ってしまう事があるらしく、その時は騎士としての力も性格もスパークそのままである（これらは旧設定）。新設定では時たま「小学生のような（どちらかと言うと少女趣味な）服を着たくなってしまう」など、マドラの好みに影響されている。
マドラとプロミネンスの欲求が等しかったことから、スパークを押し込めて両者の人格が入り混じった状態でデコースを襲い、彼との子（ベルベット・ワイズメル）を成すことになる。
サタンの襲撃が発生した際に人格の統合が起こり、スパークとプロミネンスの人格、不安定なこれまでのマドラの人格も融合され、それぞれの記憶は受け継いだまま精神面では完全に安定した新人格「ネッド・スバースの血と願いを継ぐ剣聖マドラ」として定着することになった（第16巻101ページ）。これによって各人格では共有されていなかった記憶も統合されていて、各々の人格の知り合いに対してもごく普通に接するようになる。
スパークとしての彼女については#第2期 グリーン・レフトを参照。
5代目 マキシマム・ハルトフォラス（剣聖マキシ、蒔子、マキシ・アイツ・フェイツ・バランス12、マキシマム・カイエン）
ダグラス・カイエンとミース・シルバー・バランシェの子供であるが、正確にはバランシェの遺した46番目の作品をミースが引継ぎ、ミースの卵巣をアウクソーに移植し受精した上でミースの子宮に再移植して生まれたという複雑な経緯によって生まれている。バランシェの作品とはいえファティマではなく「純血の騎士の血を引きながら、純血の騎士を超える存在」を目指したものであると言われており、超帝国剣聖としての能力とファティマとしての知力とを併せ持っている。その容姿は血縁上の祖父である超帝国剣聖アサラム・スキーンズの面影を強く受け継いでいると言われる。
3037年の誕生からしばらくの間は詩女ナトリウム・フンフトの許で育てられ、彼女の指示により幼少時より自身の出自を知らされており、自らを「46番目のバランシェ・ファティマ」と称している。魔導大戦期を主とした少年期はたびたび戦闘本能が暴走する事があり、フンフトや剣聖マドラ、アマテラスによって抑えられている。魔導大戦ではAP騎士団に加わり星団初の4ファティマの一人SSL（ジ・アトラス）をパートナーとして暁姫（新設定では『ブリンガーB4 火之姫一重二重』）を駆り参戦。人間で言うところの常識や道徳等という概念の入る余地のない別次元の衝動をもち、終盤のハスハント解放戦では城内に生母ミースとアウクソーがいるにもかかわらず突入しようとしてデプレ皇子やマドラに窘められている。男性だが女性のような容姿をしており、自分の母親であろうが、無意味に殺したり強姦したりすることも懸念されるほど人の形をした「何か」として描かれている。
後に剣聖となり、フェイツ大公バランス家の12代目当主にもなるが、情緒不安定であり、アマテラスの悩みの種にもなった。3225年からのスタント遊星攻防戦にて戦死したが、その魂はジョーカー太陽星団とは別の宇宙「タイカ(泰華)宇宙」のアンカー(闇華)大権使シルミラーによってすくいあげられタイカに転生召喚された。しかしその身はなぜか太古のジュウヨウ(十曜)大権使シルビス・レス・ヴィナースの元へ行きジュウヨウ側に。彼女によって初めて「人」と呼べる存在となり、MXと名乗りアンカーと長い戦いを続けていく。後にシルビスと結ばれ、その4万年後の子孫としてU.R.I.が登場する。
死後は高次元体に転生し、「ファーンドームの星王」として天照大神たちと共に全宇宙を見守る。そして自分が清算できなかった「母と母であった方々」への心残りを解消するべく魔導大戦にいくばくかの介入をしたいと天照大神に進言し、受け入れられている。
ショウメ争奪戦後のルシファ・センタイマの襲撃では、トリを飾る形で降臨。ガット・ブロウ状態の懐園剣・雌剣を手にするセンタイマに対し太刀姿の懐園剣・雄剣を手に取ると、一騎討ちで見事センタイマを討ってのけ、戦いに決着をもたらした。
設定上では星団史上最強の騎士であり、数千年の時を越えて様々な人物が所有する事となる懐園剣の正当な所有者でもある。ミラージュ騎士団としては22Rでもある。

### 第1期
物語開始時には既に第2期に移っていた。第2期で左右に分けられたが、第1期の席は基本的にオレンジ・ライトに移行している。第1期のメンバーは死亡あるいは老化などによりナンバーを返上してノー・ナンバーに退いている。

「F.S.S.DESIGNS 1」によれば、第2期のNo. 2, 3, 7は2代目であるとのこと。
2, 22R ダグエラン・ルス
F.U.ログナーが統治するバビロン王国内に領地を持つダグエラン侯爵家の当主。ミラージュ騎士団が結成された第1期のメンバーで元No. 2、白髪長髭の老人。二巻当初でフロートテンプルに入城したラキシスを出迎えている。第2期になって2Rをアイシャ・コーダンテに譲り22Rに退いたが、3030年までにノー・ナンバーとなっている。
かつてはホーンド・ミラージュを駆って星団中で活躍したらしい。3030年現在は一線から引いて天照家元老院議長を務めている。謀略渦巻く天照家で生き残っているだけあって、アマテラスがカステポーで消息不明となっていた際はレフト・ナンバーが引き起こした第二次王朝反乱に対抗するためダグラス・カイエンを予め呼び寄せておくなど、家老としての深慮を見せた。エルディアイ・ツバンツヒがうっかり朱塔玉座をぶっ壊した際は、天照の命を狙っての特攻と誤解し、激怒しながら直ちに斬首の手はずを整えている。
3, 23R メルカ・ルーモアズ
天照家一門のライム公爵家系統にあたるメルカ侯爵家の長老であり、天照家の軍事顧問。キンキー王女の遠戚でもある。ミラージュ騎士団結成時のメンバーで、第2期になりNo.3（旧設定ではNo.8）からNo.23Rに、その後ノーナンバーに退いた。禿頭の老女。
アイシャ・コーダンテが唯一頭の上がらない人物でもある。
5, 5R グラント・ライム
ライム公爵家の当主だったが、3030年現在は死亡している。第2期以降5Rは空席である（ただし団員リストには名前が残る）。
「DESIGNS 1」によれば、ライム家の現当主は「A.T.ライム伯爵」ことアトロポスである。ユーパンドラもライム家の養子とされている。
7, ガルシア
「F.S.S.DESIGNS 1」初出。第1巻冒頭でカーレル・クリサリスの勝利をアマテラスに報告するガルシア公の祖先と思われるが詳細不明。
(3) ディス・ビュビュス・サイサ・コーダンテ天照
アイシャとワスチャの実父でコーダンテ大公家前当主（ワスチャが家督を相続した時点で「前々当主」となる）。アイシャが世継ぎを作る様子を見せないため、老いてからワスチャをもうけるが、王位継承順位の変動などを快く思わないシナーテ家当主夫妻（サリオンの両親）により事故を装って暗殺された。
旧設定ではNo.3だったが、「DESIGNS 1」で削除された。
『プロムナード』ではちゃあ・てぃ（≒ワスチャ）の父として、ちゃあの独白の中に登場。FSS世界の中では王族でありながら常に自ら節約を考える庶民の感覚を持った良き王であり、継ぎ接ぎだらけの服を着ていたという。
(7) パルトーク・クリサリス
旧設定ではNo.7で、ミラージュ騎士団設立時のクリサリス家出身騎士とされていたが、「DESIGNS 1」で削除された。レオパルト・クリサリスの祖先と思われる。

### 第2期 オレンジ・ライト
2R アイシャ・コーダンテ（メル・アイシャ・サイサ・コーダンテ・アマテラス、メル・アイシャ・ルーマー、愛謝・紅壇鼎）
幼名はニャン・ティ（娘茶）。アマテラス家の分家・コーダンテ（紅壇鼎）大公家の当主、A.K.D.左大臣兼筆頭司政官兼三軍（地上軍・宇宙軍・ゴーズ騎士団）司令官、グリース王国首相、A.K.D.従帝。皇位継承順位はアマテラス本人に次ぐ2位からラキシスのアマテラス家への縁組により3位に移った。星団暦3007年以降はルーマー国女王（A.K.D.従帝は変わらず）。パートナーはバランシェ・ファティマのアレクトー。ワスチャという年の離れた妹がいる。
特徴はコーダンテ家特有のタレ目。性格は粗暴、大食い、色欲たっぷりで自由奔放。パルスエットを庇うため一般人に暴行していたヨーンに対し説教とともに制裁を行っているがかつて自分もバランシェ私邸で中学生メイドをしていた際にVIPに尻を触られて躊躇わず蹴りを入れたエピソードもあるため到底他人をどうこう言える立場ではない。また、敵か味方かわからない相手は「とりあえずぶん殴る」せいでカステポーでのアマテラス捜索の際には既に寝返っていたブラフォードがいきなり実剣を叩き折られている。大食に関しては自覚があるものの、ヨーンを調略した際にアレクトーがバラしている限りでは文字通り人一倍食う。
3045年時点での実年齢は200歳（地球人で言うところの40歳前後）を超えているが、見た目は地球人の20代後半のかなりの美人。これは絶え間ない肉体改造（皮膚の張替え他もろもろ）と芸術的な厚化粧によるもの。身長187センチメートル、体重67キログラム。
その美貌と政治能力、そして驚異的な騎士能力から国民の絶対的な尊崇の対象となっている。公の場に出ることが少ないF.U.ログナーに代わりミラージュ騎士団を牽引する実質的なリーダー格でもある。アマテラス家の血縁であることからアマテラスと似た容姿をしており、アマテラスの影武者を務めることもある。
若い男性に目がなく、言動も奔放なところから、世間では「デルタベルンのあばずれ婆」「デルタベルンの行かず後家」「グリース名物」とも言われている。しかし実際は身も心も幼少の頃に出会ったアマテラスだけの為にあり、他の男性と結婚して「王家の世継ぎを生む」という王女の役割を放棄していることから王朝元老院の圧力を受け、3007年にコーダンテ大公の位と家督を剥奪された上A.K.D.構成国の一つであるルーマー国の女王に転封、A.K.D.及びグリースの各職は解任、これは実質的に王位継承権を取り上げられたことを意味する。
ワスチャの誕生をきっかけとした王家内の権力争いにより、両親は斑鳩の実の親であるシナーテ家の手にかかって暗殺されている。この事と、自身のアマテラスへの執心、そしてルーマー女王への「降格」などでワスチャの人生を狂わせたことに心を痛めている。ただ、ワスチャにとっては「怖いお姉ちゃん」らしい。
とくに天位などの具体的な強さを示す称号は持っていないが、騎士としての能力は凄まじく、MH戦ではアレクトーの援護無しでイアン・ケーニヒが操るクルマルス・ヴァイ・オ・ラの猛攻を凌いで見せ、アレクトーが戦闘復帰した途端、全力であったはずのケーニヒを乗機を壊さぬよう手加減して倒している。14巻のベラ攻防戦ではコーラス軍の寄騎として最終盤に参戦、ナルミ・アイデルマに奇襲をかけたジョー・ジィッド・マトリアのデムザンバラをアレクトーのサポートなしに中破へと追い込んでいる。騎士戦においてもアーレン・ブラフォードやティンといった非凡の才を持つ騎士達を圧倒する程。その強さは天位や剣聖といった単語で表現出来るものではなく火事場の馬鹿力的なもので、普通の騎士以下の時もあれば、ことにアマテラスが絡んだ時など剣聖と同等以上の強さを発揮する場合もあり、物語でも例外的に強さはその時の彼女の気分次第ということになっている。ちなみにベラ戦では、A.K.D.の最重要機密であるF2を持ち出した彼女の粛清を考えるアマテラスに、ラキシスが「反対にブッ殺されますからやめましょう（実際、この時アイシャはフロートテンプルから遁走して勝手に魔導大戦に参戦していたアマテラスに対し武力行使も辞さないほど激怒していた）」と制止に入っているほどであった。
クローム・バランシェとも旧知の仲で、第一話でアマテラスがラキシスを受け容れた際には、バランシェの前でのみ涙を見せている。
若さと美貌に固執するが、泉興京巴のようにファティマに対する嫉妬や憎悪は無く、パートナーのアレクトーとは同性の友情で結ばれている他、カステポーでの対シーブル戦では敵側のファティマながら重傷を負ったビルト達の救助に尽力し、魔導大戦前にはパルスェットを保護してヨーン・バインツェルとの仲を仕組んだりたりしている。唯一の例外はラキシスだが、アマテラスを巡る「恋敵」という程度のものである（リブート第4巻357ページに掲載されたイラストでは、埠頭の突堤の下から手を出して「そおぷ様」「らきしす」と書いてある相合傘のらきしすをばつ印で消し、「ぶす」と書き加え、「あいしゃ」「びじん」と書いている）。また、アマテラスすら知らないラキシスの正体や能力を知っている。主に女性からひどい悪口を言われている割には同性の友達が多く、初対面のマロリーともヨーンを巡って意気投合した。
17巻現在、単行本連続出演を続けている唯一のキャラクターであり、「真の主人公」と呼ぶ読者もいる。作者である永野護曰く、「作中上最強の騎士」。
『ファイブスター物語』のパラレルワールド的作品『プロムナード』ではちゃあ・てぃ（≒ワスチャ）の姉として後姿で登場。ちゃあがメイドのアルバイトをしている公爵邸（≒バランシェ邸）で、やはりアルバイトをした事がある（セクハラを働いた来賓を足蹴にするなど、アバズレメイドとして有名だったらしい）。
3069年、224歳にしてミラージュ騎士団を退く。3075年、ルーマー女王からも退位、A.K.D.、天照家、コーダンテ家全てから離れて隠居。
3R ランド・アンド・スパコーン
第2次ミラージュ騎士団きっての剣客。A.K.D.では外交官も務める。ランド公国公爵、クロス伯爵。パートナーはバランシェ・ファティマのティスホーン。
性格は豪放磊落だがやや短気。
過去の戦闘中右目と左腕を失ったことをきっかけに身体の多くの部分をサイボーグ化している。大きな体躯と機械化された体のため見る者に威圧感を与える外見だが、これには相手を威嚇する事で無用な流血を避けようという意図があり、奔放なアイシャ・コーダンテや毒舌家のF.U.ログナーと比較して性格は穏健で常識的。外交活動の際には威圧感を取り除く為に生身に戻す。本人は身軽として機械の体を好む。性格・技量共に「剛の者」「豪傑」と呼ぶにふさわしい人物。
ラキシスのお披露目でアマテラスの護衛として登場。クローム・バランシェを逮捕しに来たモアー・ビョイトを殺害。そのままアドラーに外交官として赴任し、半年後、フロート・テンプルに帰還。赴任中にレッドミラージュの初陣があったことに拗ね、ミラージュ引退を仄めかすも、「ティスホーンを目覚めさせておく」というタレイアの可愛い謀略によりすっかり骨抜きになる。3010年、フロート・テンプルへのバッハトマ三巨頭（ブラック3）襲撃の際は玉座にてボスヤスフォートの迎撃にあたり、斑鳩を守るとともに機械の半身の特性を生かして火炎を受けながらもボスヤスフォートの右腕を斬り落とすという痛撃を与えた。この出来事は星団中の騎士から畏敬の念を抱かれることになるが、事件後に侵入の責任をとってノーナンバーとなる。魔導大戦勃発時はフロート・テンプル内で出番がないディッパ・ドロップスの愚痴を聞いていたが、「凡人」としてバッハトマに対する怨恨を昇華することができないまま、けじめをつけるべくアマテラスから自由行動の許可を得てハスハへ入星。ちょうど泉興京巴の隊に追われていたマグダル皇女とヘアード・グローバーに遭遇したことから以後しばらく行動を共にする。行きがかり上、「預かり屋」（シゲルブ・ユキノジョウ）の前でヘアードを妻、マグダルを娘として紹介したことでヘアードからは思慕を抱かれる。さらに、マグダルのため躊躇いもなく髪を切り落とすヘアードを見て、「二人とミグノシアの為に魔導大戦に参戦したい」という願いを抱くが、それはアマテラス以外の者に仕えることを意味することから大きく葛藤、アマテラスとアイシャに手紙で思いをつづる。その後、戦乱のどさくさを装った枢軸国の陰謀により行方不明となったマグダルを探すべく、ヘアードは彼の元から離別。別れ際のヘアード頼みにしたがいマイケル・ジョーイ・ギラを訪ねた際に主に背く（つまりは自決をも辞さない）覚悟を持ってAP騎士団への入隊を申し入れようとするが、それに先んじて届けられていたアマテラスからの親書は魔導大戦終結までの間、A.K.D.における全ての所領（クロス王国並びにシャール公領）と地位を返上する代わりに無期限の休暇を与えるというものであり、主からの厚情に感激の喚声を上げる（実際にはその時点で当のアマテラス本人もソープとしてベラ国でツラック隊のスライダーとして参戦していたために咎めることができなくなっており、後の第15巻でアイシャよりその顛末を知らされるも、アマテラスの深謀に感じ入っていた）。入隊後はギラの要請を受けて、APナイトのスバース隊支隊長として魔導大戦を戦っていく事になる。APにおいても絶大な尊敬と信頼を得ると共に、自らの責任の下でゼニヤッタら若い騎士達の裁量に委ねる度量を見せている。
4R ファルク・ユーゲントリッヒ・ログナー
A.K.D.構成国の一つ・バビロン王国の王で、ミラージュ騎士団のリーダー。天位騎士で「暗黒騎士（スターレス・ファイター）」の異名を持つ。A.K.D.の皇位継承順位第13位でもある。
初代天照帝（レディオス・フォーカスライト）がナ・イ・ンから譲り受けたドウターチップを用いている為に死んでも再生可能とされる唯一の人間であり、永遠の命を持つ天照に最後まで付き合っていく。物語は彼の言葉で締めくくられると作者は公言している。パートナーはバランシェ・ファティマのイエッタ。彼の正式な妻でもある。
A.K.D.右大臣兼総軍司令官（三軍司令官の上官）兼貴族院議長、ミラージュ騎士団総司令兼右翼大隊司令という重要職をいくつも兼ねる立場ではあるが、公の場に出ることはほとんどなく、バストーニュでのレディオス・ソープの護衛、ハクーダ侵攻時におけるコーラス3世の救出とハクーダ国内での反皇帝煽動工作、魔導大戦でのワスチャ・コーダンテのサポートなど、どちらかと言うとアマテラスの勅命を受けての隠密裏の単独活動が多い。忙しいのかヒマなのか分からない立場で同じミラージュ騎士からは「ヒマ人」と揶揄される。
物語の設定上最強の騎士だが（パワーバランス的には騎士はおろか最強のMHであるL.E.D.ミラージュをも上回ると設定されている）、劇中では格下相手にスピード線だらけの描写がされる（第2巻125-126ページ。このシーンではコーラス23世とウリクルを取り囲んだミミバ族3人を瞬殺している）か、相手が恐れをなして逃げていくか、抵抗する間もなく倒される場面がほとんどで、本格的に戦っているシーンは今のところブラック3事件時のボスヤスフォート戦のみである。「この道は通行止めだ。他をあたれ」は無用の殺生を避けるための警告として二度使われている。
そのボスヤスフォート戦では、ボスヤスフォートが「ルシェミ」で創り出したMH並みの強度を持つ生物を、後にマキシに伝えることになる「マキシマム・バスター・タイフォーン」で倒し星団最強の片鱗を見せるも、絶対零度攻撃の不意打ちを受けたサリオンを玉座を侵入されたけじめを兼ねて身をもって庇い死亡する。直後、ドウターチップによりすぐさま胎児として復活し、3030年からの魔導大戦以降はワルツ・エンデの偽名で参戦する。ただし、サリオンからは「言わせるか？ログナー？」と本名で呼ばれている（第14巻75ページ）。また、クニャジコーワからは「ちっこい司令官」と言われている（第14巻145ページ）。
ログナーという名前はアマテラスの娘、カレンによって名づけられたものであり、元々の存在は古代ジョーカー時代のカラミティ星の素子王女アイエッタの全能細胞より生み出された同一のDNAを持つ数万体の「マシンチャイルド」の中の一人である。他の数万体の中には御伽噺になってしまうほど太古の伝説「命の水」物語に登場するカラミティ・ゴーダーズ王や、「炎（ほむら）」を護る為に人間ではない存在「サタン」の皇帝・タンツミンレと戦い命を落とした者もいた。それら数万体の"ログナー"が一人また一人と命を落とす度に残された"ログナー"達に記憶が引き継がれて行くという。そして現在、ミラージュ騎士団に所属しているログナーは、ジョーカー宇宙における最後の"ログナー"であり、ドウターチップによるクローン再生により存在を維持している。それ故に超帝國時代の騎士をも遥かに超える能力と太古に亘る記憶をずっと維持し続けており、星団歴の剣聖の称号すら一切興味を持つ事は無く、むしろログナーが言うところの「ただの人間」であるカイエンと能力を比較されることすら嫌っている。
モーターヘッドに搭乗している場面は少ないが、作中及び公開されている設定では、魔導大戦ではダイアモンド・ニュートラル作の「雷丸」を駆り、3239年のカラミティ星侵攻戦ではヤクト・ミラージュ（オレンジ・ライト）を、4100年にウピゾナ・バーデンバーグを崩壊寸前のフロートテンプルから救出した時はスピードミラージュ2号機「ヴォルケシェッツェ」に搭乗。さらにバビロン国王騎として儀礼用にL.E.D.ミラージュの外部装甲を換装した「ストライクル」も有するとされていたが、設定変更により式典用L.E.D.ミラージュは存在しないこととなった。
ゴティックメードへの設定改変後は、炎の女皇帝の「剣客」であった時期には群青色のGTMシュッツィエン「雷丸」を駆っていたという追加設定がなされた。また、星団歴3960年には「破烈の人形」を駆ってコーラス城を襲撃する。
性格は尊大。不機嫌な態度をとることが多く、冷淡でそっけない。照れ屋でもあり、図星を突かれた際には「あーうるさい」と言いながらそっぽを向く癖がある。かなりのぼやき屋かつ毒舌家でもあり、イエッタや部下にブツブツ文句を言っている事が多い。天照家の人々やクローム・バランシェなどごく一部の親しい人物、外国要人を除いては極めて辛辣な言葉を吐き、ハグーダ城炎上の際には「他国の城とて燃え上がるところは気持のいいものではない。我が空中宮殿とて、ああなる時がこないという保証などないものな」と語り、ブラック3の襲撃の際には「前日から楽しみにしていたおやつの豆大福を（ブラック3のせいで）食べられなかった。貴様らには（大福餅の）餡の中のアズキ一粒の価値もない」と（バビロン王国の公用語であるドイツ語のスラングで）言い放ち、ボスヤスフォートらを格下扱いしながら憤っている。ハスハ王宮陥落後にボォス入りした際にはカイエンの死について明らかに寂しがっている風情でありながら、「オレとタメを張る強さの奴が死んでせいせいした」と虚勢を張っていた。反面、部下からは陰で「ムッツリスケベ」と呼ばれており、『月刊ニュータイプ』連載時の表紙ではしばしば「エストの足首」について異常な執着を見せるシーンが描かれている。不死であるためか、いかなる形であろうと懸命に生きようとする人間に対しては敬意を抱いており、ハグーダ女皇アルルメイオスの最期に立ち会った際には「貴方は美しい」との賞賛の言葉とともに看取った。また、ボスヤスフォートに攻撃を受けた先帝ミコトを優しく抱きとめたり（このときは終生独身を通し、滅多に表情を変えないミコトが思わず頬を赤らめた）、バビロン騎士で部下のエレーナに対してバビロン騎士団最速と正直に褒めるなど女性に対しては（男性よりはやや）優しい側面を見せる。ちゃあがルミナス・ミラージュを駆ってアシュラ・テンプル（13巻でGTMホウライに改変）と戦った際には護衛役として付き添い、同じくサポートを行っていたシング・桜子にファティマ・マイトとしての心得を（スカートの中を見上げながら）説いている。第5巻77ページではビュラードと電話で会話をしており、直接の友人関係にあることを窺わせる。
クローン再生できるとはいえ肉体の成長過程は人間と同じであり、魔導大戦でハスハに降り立った時は子供の姿であったが。通常のジョーカー人よりは若干成長が早い（成長しきると安定する）ようで定期的な検査と調整が必要な模様。カラミティ戦では老人の姿で登場し、4100年には再度再生したのか若返り髪型が3010年までの時と同様ストレートヘアーになっていた。
何度か記述されているように、搭乗するGTMには必ず「雷丸」とつける困った悪癖がある。ただしそう呼ぶのは本人だけである。
本項のログナーとはあくまでも別人ということになっているが、同姓同名で同じ容姿の人物が永野護の漫画デビュー作『フール・フォー・ザ・シティ』にも登場しており、タイカ宇宙でも似た容姿を持つログナーという人物がタイカ皇帝団最高軍団長の肩書きで登場している。作者曰く彼らは前述の通り全てIDコントロールされたDNAを持つ同一の存在であり、容姿と性格は一緒であるという。アイシャと並ぶ狂言回し的存在でもある。
5R
物語開始時点で欠番。
6R クロークル・ハーマン
No.10「ハインド・キル」の項目を参照。
7R リイ・エックス・アトワイト（メル・リイ・エックス・ヘンシェル・アトワイト）
天照家の分家エックス・ヘンシェル・アトワイト公家の騎士。同家はAD世紀の「クルップ・ヘンシェル家（星団暦後にフィルモア系のクルップ家とグリース系のヘンシェル家に分裂）」を始祖とする科学者の家系であり、リィ自身も博士（シグナル・ボーダー3本）として、アマテラスと共にミラージュ・マシンの開発を担当している。フロート・テンプルの建造はアマテラスとの共同によるもの。騎士としてはレーザー鎌の使い手。パートナーはバランシェ・ファティマのイカロス。
ラキシスのお披露目では、アマテラス（実際は影武者のアイシャ・コーダンテ）の護衛で登場。アシュラ・テンプル戦の際、アイシャが持ち出したクロス・ミラージュを未チェックで出してしまった（通常は出撃前のチェックをファティマが行う為、問題にはならない）。
アトワイト家の特徴はミコト同様の吊り目であり、亡き母に似たその容姿はアマテラスからも愛でられている。この特徴は娘のパナールだけでなく遙か後裔のアラートにも受け継がれている。
3010年に起きたフロート・テンプルへのブラック3侵入でボスヤスフォートに一瞬で身体を分解され、わずかに残った首や手足が転がるという凄絶な最期を遂げる。これによりL.E.D.ミラージュの完成が遅れるとともに、アラート家もまだ年若いパナールが継ぐ運びとなった。リイ自身は未婚であり、パナールの父親は不明（赤子のパナールをおんぶしたカットが描かれており、リィの最期に立ち会い絶句し、激高してデコースに斬りかかったこともあってウラッツェン・ジィではないかと推定する読者もいる）であるが、もとよりグリース王国は女系国家であり、アトワイト家は天照初代女帝フォーカスライトの子で2代目インタシティの妹・ニーブの直系でありもっとも強く女系の血を受け継いでいるため、父親が誰かに関係無く皇位継承権を与えられる。加えて現在の君主であるアマテラス自身が未婚の母ミコトから生まれた身であることから、私生児であることはパナールによるアトワイト家の継承の妨げとはならなかった。エックス・ヘンシェル・アトワイト家はその後もアラートに至るまで代々アマテラスに仕えていく。
8R スペクター（ジョーカー）
アマテラスの宮廷道化師。一応ミラージュ騎士の一員であるが、専らラキシスの遊び相手。騎士の能力は無く、3159年のアドラー侵攻で、L.E.D.ミラージュを転倒させて自損している（これが現在の設定ではL.E.D.ミラージュの唯一の損害である）。その正体は四大精霊をしもべとしてジョーカー宇宙を統べる最高神「ジョーカー」であり、アマテラスの最終形態である高位神「天照大神」に作られた存在。現在のアマテラスの力を監視してコントロールすることと、彼と同等の力を持つラキシスを保護するのが役目。アマテラスが赤子の時期に天照大神のプログラムにより天照のミコトによって召喚され、アマテラスの精神を起動させるという形で出現。その異形なる容姿はこの際にミコトの作り出したイメージに基づいている。ジョーカー宇宙における至高の存在ではあるが全知全能ではないため、「人」として生きるにあたって必要な一般的な知識の教育者として、戦死寸前だったモラード・ファティマ「ポーター」を復活させてパートナーにしている。第4話ではL.E.D.ドラゴンの転生に立ち会うべくボォスに赴いたアマテラスの力を一時的に封じて内外に大混乱を引き起こした（連載時は終盤にアマテラスが彼の正体を知っているらしき会話を行っているが、単行本では変更された）。第5話でもブラック3襲撃前、ラキシスを「かくれんぼ」と称して隠してしまっている（これはラキシスがこの場にいた場合、たちまちにブラック3が倒されてしまい、ジョーカー宇宙的に不都合を起こすからである）。アマテラスの機嫌が悪いときには察して姿をくらませるなど介入を最小限に留める一方で、「命の水」の攻防後に多くの人の無為の死に憤るアマテラスを揶揄している。
ショウメ争奪戦ではアマテラスの勅命によりポーターとともに参戦。初登場となるGTMめいた姿で魔太子ルシファの攻撃にさらされたラキシスを護り、シルヴィスが現れた後はいつもの道化姿で実況役を務める。ルシファがマキシに敗れて撤退すると、カレンの指示に従いラキシスやMGPをも含めたその場の人間すべての記憶からアンカーと神々に関する情報を削除してフロートテンプルに帰城、いつになく緊張したおももちで顛末をアマテラスに報告する。
9R ディッパ・ドロップス
医学博士でミラージュ騎士団の健康管理を担当しており、ランドアンド・スパコーンの生身/機械の換装及びメンテナンスなども一手に引き受けている。コーラス-ハグーダ戦でカルバリィ・Cとビョンド・シーカーのテストを行う。ジュノーンを捕獲しようとしたマグロウの首をルーターベイルの一撃で吹き飛ばした。動作不能に陥ったK.O.G.の危機を救い、ビョンド・シーカーを使ってK.O.G、L.E.D.ミラージュの転送位置を割り出すなど活躍した。忙しいようで左翼大隊の叛乱時は不在。ブラック3襲来時もフロートテンプルには不在だった。魔導大戦の開戦では、出番が無くフロート・テンプルでランド相手にぼやいている。パートナーはバランシェ・ファティマのアキレス。ピエロのようなメイクと帽子が特徴。11Lのメイザー・プローズを養子にしている。
10R ハインド・キル
フロート・テンプル城主で天照家の家老。本名はクロークル・ハーマン。パートナーはバランシェ・ファティマのタレイア。
アマテラスの影武者も務め、顔は彼そっくりに作り変えており、平時はマスクをして顔を隠している。アマテラスが非公式で出掛けるなど不在時にはフロート・テンプルでA.K.D.を采配する。
コーラス-ハグーダ戦ではシャーリィ・ランダース、レオパルト・クリサリス、ウラッツェン・ジィを護衛として付け、ラキシスをコーラスに送り出す。フロート・テンプル動乱では収拾の指揮をとり、直後のレディオス・ソープ（＝アマテラス）救出戦でA.K.D.軍の出動を命じた。ブラック3襲撃でビューティー・ペールの攻撃から身を挺してキンキー王女を庇い重傷を負った。この後、アマテラスの裁可無しにファンタスマゴリアからグリーン･ネイパーを呼び戻している。
登城したツバンツヒをルンと共に出迎えており、この際は本名のハーマンを名乗っている。
ハーマンとしてはライト・レフト共にミラージュ・ナンバー「6」を有しているが、理由は不明。
11R レオパルト・クリサリス
A.K.D.議会官房長官兼貴族院代表。皇位継承順位第16位を有するA.K.D.の名門クリサリス家出身故か、羽目を外すことが許せない堅物。それがウラッツェン・ジィやジャコー・クォン・ハッシュら若い世代の騎士からはからかいの対象となっている。エックス・ヘンシェル・アトワイト一族と同じく、子孫のメロウ、カーレルもパートナーのバランシェ・ファティマ「ティータ」と共にアマテラスに代々仕えていく。
コーラス-ハグーダ戦にラキシスの護衛としてコーラス入りするが、ウラッツェンの砕けた服装を注意し、逆にウラッツェンやラキシスに弄られてしまう。コーラス城では2代目黒騎士ロードス・ドラクーンと意気投合して昼間から出来上がってしまう。また、この時パートナーのティータがエストと運命的出会いをしている。実戦では先行量産型L.E.D.ミラージュでアトキの決戦に参加、ブーレイを撃破している。3010年の星団会議にアマテラスに付いて登場し、ジャコーの態度を注意するが、やはり息子ジャコーに怒り「母ちゃんキック」を浴びせたイマラ・ロウト・ジャジャスには思わず引いてしまう。その後、アマテラスがメル・リンスをA.K.D.に送ったことで本国の情勢に不安を募らせる（その不安はブラック3襲撃となって的中した）。
役目柄本国にいないことが多いせいで、左翼大隊の叛乱やブラック3襲撃といった大事の際も不在であった。一方でA.K.D.の魔導大戦参戦時は、既にミラージュを引退していたが一時復帰、ミラージュ不在の浮遊城の防衛の指揮を執っている。
12R ウラッツェン・ジィ
元カラミティのロッゾ帝国の騎士。パートナーはコークス・ファティマのピレット。長髪を天高く逆立て、普段からラフかつパンクなファッションに身を包むなど他のミラージュ騎士の例に漏れない個性的な出で立ちではあるが、中身は見た目に反して生真面目で忠誠心に富む。
コーラス-ハグーダ戦にラキシスの護衛としてコーラス入りし、先行量産型L.E.D.ミラージュで参戦、ブーレイ一騎を撃破の上重傷を負ったブルーノ・カンツィアンを発見している。リィ・エックスに想いを寄せており、彼女の娘パナールのお守りをよく務めていた。3010年のブラック3襲撃では、リィの死に逆上してデコース・ワイズメルに挑むも、ストラト・ブレードで腹部に傷を受け敗退。
ロッゾ帝国騎士団筆頭騎士のダックナード・ボア・ジィは実兄。彼も実弟同様に髪の一部を逆立てている。
13R ポエシェ・ノーミン
棒術、槍術を得意とするA.K.D.武術指南役。パートナーはコークス・ファティマのシェラスタ。
ラキシスのお披露目でアマテラス（実際は影武者のアイシャ・コーダンテ）の護衛でバストーニュ入りし、クローム・バランシェ邸での戦闘ではモアー・ビョイト指揮下の兵士3人を槍で一気に貫く荒業を見せていた。2997年、カステポーでボスヤスフォートの気配を感じ取るも攻撃をかわすことは出来ずに一撃で倒された。
作者によれば、モデルはクラウス・ノミとのこと。
13R(2代目) エレーナ・クニャジコーワ
14R シャーリィ・ランダース・クレイテンシュバンツ（シャーリィ・バランカ）
アマテラスから「すみれ色の瞳」と呼ばれる騎士。金髪をリーゼントのように前に大きく突き出した髪型が特徴。コーラス-ハグーダ戦時、レオパルト・クリサリス、ウラッツェン・ジィと共にラキシスの護衛としてコーラス入り。ハグーダ戦で戦死したコーラスのトリオ騎士団員だった弟プルースの墓前でコーラスのバランカ家王子トラーオと出会う。ハグーダ戦の終結後、そのまま6年間駐留しジュノー大使を務める。A.K.D.に帰国後トラーオとの恋におちミラージュの掟に背いたことで、アマテラスの前でまず騎士の証である右腕を切り落とし、さらに命をもって償おうとするが、クローソーの言葉を聞いたアマテラスがそれを制止する。アマテラスの「血を残せ」の命を受けて正式にバランカ家に嫁いだ。ジョーカーの科学力なら容易な右腕の再生を行う事もなく完全に騎士を廃業し、以後コーラスIV世の教育係を務めた。すみれ色の瞳はコーラス王朝に受け継がれ、星団歴4100年のロレッタ・ランダース、18000年代のパナロッテ・ボリショイ・ナフマーニャに受け継がれていく。かつてのパートナーはバランシェ・ファティマのエフロシューネ。3030年、魔導大戦で星団中に暴言が公開放送されてしまった王女セイレイのサポート役に、ミラージュ時代から知っていたマロリー・ハイアラキを勧める。なお、「クレイテンシュバンツ」とは「はねっ返り」という意味（第3巻31ページ枠外）。
15R ビョトン・コーララ
若いころはボォス星のケルタ議会執政を行っていた政治家で、ミラージュでもその政治家としての腕をみこまれアイシャ・コーダンテの右腕としてA.K.D.議会を取りまとめていた。のちカステポーでポエシェ・ノーミンと共に敵性勢力と交戦中、不意をついたボスヤスフォートによって殺害される。パートナーはミラージュとしては珍しいモラード・ファティマのスパルタで、彼の死後はバイズビズに引き継がれた。
16R ステートバルロ・カイダ
A.K.D.のゴーズ騎士団出身。初期設定は忍者ということだったが、F.S.Sにおける忍者はMHに乗れない下っ端の役目であるため、後に変更されたが新設定では更に掘り下げられ「イラカの暗殺王、アンザ首長連合のアイス・ハンド」と呼ばれ、ガス・ガルのニンジャ組織トップにも顔が利く大物であることが明かされた。
3010年のブラック3の襲撃で、デコースから瀕死の重傷を負わされる。魔導大戦では屈辱を晴らそうとアイシャやブラフォード夫妻と共にハスハ入りしている。パートナーはバランシェ・ファティマのカレ。
十字手裏剣兵器バル・バラの使い手であり、これを標準装備とするテロル･ミラージュは彼のために開発されたということ。結果的にブラフォードとカイダが使うことになったらしい。
3032年のツラック隊vs枢軸連合軍の決戦に、ハイファ・ブリンガーで参戦。バルバラ・ガットブロウの二刀流を披露し、無数のGTMカーバーゲンを葬り去っている。雲隠れして参戦していた主君アマテラスや上司であるログナーも潜入させていた部下について伝えてこないのも含めて、報・連・相の無さに「とにも〜っ」と文句を言っていた。
3069年、バッハトマにハメられたヨーンを気遣っていたが、上忍殺しの罪で逃亡中にも関わらず、ヨーンの端末にメールを送っていたアーリィ・ブラストを助け、ミラージュへのスカウトを行う。
17R ヌー・ソード・グラファイト
A.K.D.剣術指南役。二刀流の騎士。ヌーは称号で名前ではない。パートナーはバランシェ・ファティマのパシテア。顔の左側の傷痕が特徴。ファティマ・マイト、ガイガー・グラファイトの甥である。
ラキシスのお披露目時にアマテラス（アイシャ・コーダンテが影武者として務めていた）の護衛としてバストーニュ入り。領主の館では泥酔した演技で部屋に闖入してユーバー・バラダのラキシスへの乱行を止める。クローム・バランシェ邸での戦闘ではポエシェ・ノーミンと共に先陣を切った。3010年のブラック3襲撃ではデコース・ワイズメルの技を見抜くも、打ち込みを流されヤクザキックで膝を踏みぬかれて刺殺された。
18R イマラ・ロウト・ジャジャス
A.K.D.宇宙軍総司令。元々はカラミティのアティア・ハッシュ王国の王女。イオタ宇宙騎士団の創設者イオタ・コルテッサの息子タブロと結婚しジャコー・クォン・ハッシュをもうける。一見、おしとやかな淑女に見えるが、「アティアの鬼姫」と呼ばれて星団中の海賊達に恐れられており、本質はアイシャ・コーダンテと同じくらい好戦的でトマクトの領事を襲撃した犯人を追うジャコーから捕縛を頼まれるも手加減が出来ず殺してしまっている。アマテラスやクリサリス公といった人物の前では淑女を装っている。ジャコーの口が悪いのも母譲りと言える。パートナーはカルス・スパンコール作のソルティア。
コーラス-ハグーダ戦で、レディオス・ソープの依頼によりK.O.G.と先行量産型L.E.D.ミラージュ3騎、ジュノーンに搭載するL.E.D.ミラージュのイレイザー・エンジン1セットを緊急輸送する。サッシャタウンでバッハトマが起こした騒乱ではジャコーと共に鎮圧にあたり、オルカオン・ハリスと出会う。その際、日傘一本でダイバーや忍者で構成される襲撃者数名を一瞬で屠った。3010年のブラック3によるフロートテンプル襲撃時にはカラミティの星団会議場に居り、控え室で来賓に不遜な態度を執ったジャコーに「母ちゃんキック」をお見舞いした。3062年に天照の勅命でイオタに一時復帰、ジャコーと共にヘアードのマグダル捜索に協力する。
「母ちゃんキック」はアルルを経て(彼女より以降は「姉ちゃんキック」に改名されている)数多の女騎士に伝わり、ヘアード・グローバーの窮地を救う事となった。カイエンにしつこく言い寄られていたが、どうあしらったかは不明。
19R ミシャル・ハ・ルン
A.K.D.の行政・軍事面を担当し、登場当初はミラージュ騎士としては最年少ながらA.K.D.次席司政官兼軍参謀長官、三軍（地上軍・宇宙軍・ゴーズ騎士団）元帥の座にあった。同じく行政・軍事を担当するアイシャ・コーダンテの次席だったが、3007年、アイシャのルーマー女王即位により、A.K.D.筆頭司政官、三軍司令官をはじめアイシャが就いていた要職を引き継ぐ。パートナーはコークス・ファティマのクラッパ。
初登場は第3話。アマテラスがラキシスの描いたタイカの紋章の落書きを見付けたところに同席していた。2994年のフロート・テンプル動乱ではミラージュ・レフトを抑えようとしたもののパイソンに左手首を切り落とされ敗北、カイエンによって窮地を救われる。直後のレディオス・ソープ救出作戦では、王宮元老院議長ダグエラン・ルスの制止を振り切り作戦総司令として光皇警護師団と巡洋艦「ミル」を率いて惑星ボォスに赴く。ダグラス・カイエンから借りたシュペルターでビット・マエッセンの青騎士を不意打ちで倒し、シーブル軍の放ったバスター砲弾をバスター・ランチャーで撃ち落とす（星団史上、バスターランチャーが発射されたのは「公的には」これが初めてのことである）。2997年パイソンと再戦し雪辱を果たした。ブラック3襲撃時はグリース市での政務中につき不在だった。
20R ヨーン・バインツェル
ファティマの魔性に魅入られた悲劇の騎士。惑星ボォスの平民出身で、騎士能力が発現したことによる周囲の妬みから家族は離散する。その後は「普通の人間よりちょっと反応速度が高く強い人間」と言い張ってカステポーを放浪し続ける。
2995年、壊れファティマのバーシャ（正体はモラード・ファティマのエスト）と出逢い、バーシャを直しパートナーとして騎士になる決意をする。バーシャのために服を調達しようとしてAFガーランドのナトリウム・シング・桜子と知り合う。このことがきっかけで桜子から思慕の念を抱かれるようになる。バーシャに騎士の心得と数々の剣技を教わるとともにその名が知られるようになるが、デコース・ワイズメルとの私闘で敗北。デコースに黒騎士としての資質を見たバーシャはエストに戻り、デコースをマスターとして選んでしまう。桜子の治療で一命を取り留めるが、切断され付け直した左腕だけは傷跡をそのまま留めており、最大の特徴となっている。バーシャを奪われた事実に幼いヨーンは苦悩し、剣を持つこと＝騎士になることを拒むようになる。
2997年、カステポーの「WAXTRAX」を訪れ、ボスヤスフォートに殺害される直前のヤーボ・ビートを見かける。2999年にはザンダシティで開催された騎士の手合い大会に飛び入り参加、素手で7連勝して1万フェザーの賞金を得ている。3001年、一般人に拉致され性的暴行を受けそうになっていたパルスエットを助けようとした際にアイシャとキュキィに遭遇し、アイシャから一般人への暴行を咎められて制裁を受ける。このとき、パルスエットからマスターと認識されるも無視して立ち去っている。打倒デコースを決意したのもこのときである。前後し、桜子の勧めでデルタ・ベルンのフェイツ公国に渡り、メサ・ルミナス学園に在籍。成績優秀かつ眉目秀麗なことから少女たちの羨望の的となり、「プリンス」の渾名で呼ばれる。ワスチャとは彼女のバイト先のカフェの常連客で特に親しく、彼女との会話がきっかけとなって自らの過去を清算する決意を固める。そして、プロムナードパーティーの直後、桜子からの引き止めを振り切り、ヨーンの噂を聞いてスカウトに訪れたナイアスと共にハスハに入る。魔導大戦勃発後のハスハでナイアスとしばらく行動をともにするが、ブーレイ傭兵騎士団入りを断って再び旅へ。次に立ち寄ったムンスターで偶然アイシャとマロリー・ハイアラキを見かけ、彼女達を利用しようと近づくが逆に"捕獲"され、バーシャを奪ったデコースを倒すためにアイシャに改めて協力を要請する。その願いを聞き入れ彼をミラージュ騎士に迎え入れたアイシャの一計にまんまと引っかかり、旧知のパルスェットをパートナーに迎える。パルスェットの以前のマスターであるレスターと同様に彼女を「パルセット」と呼ぶ。しかしながら本人にはミラージュ入団の事実は伏せられており、表面的にはあくまでアイシャの間者兼A.K.D.のバイト騎士として働き、「ヨーンが自分の意志で剣を取る（騎士となる）まで」アイシャの深慮により典星舎を通じて見守られることとなる。
3035年、パルスェットの衣服を見繕うべく騎士公社を訪れるが、ファティマの行動原理を理解していないことからうまくいかず、たまたま通りがかったシリーズ・シアンにどやされるものの手袋から何者であるか察したシアンから余ってしまったダブル・アラインメントスーツと騎士用スーツを無料でプレゼントされる（最初は代金を支払おうとしたものの、300万フェザーというダブル・アラインメントスーツの価格を告げられ「300年ローン」という尻窄みな交渉を持ちかけている）。買い物の直後、メレトレ・清花からツァイハイ自治区ルージョン市に現れるというバハットマの要人の探索を依頼され、同地に向かうとともにバイトの合間に連絡をつけていた高校時代の後輩であり親友でもある「ブラック・プリンス」ことノルガン・ジークボゥと再会。しかしながらメレトレの警告通り騎士戦に巻き込まれたことから共闘してバッハトマの襲撃を退けるが、そこに茄里率いるフィルモア騎士団氷グループが乱入する。ヨーンが氷グループのアラン・リー・ファウトゥと一騎打ちに及んでいるさなか、半ば自決する形でジークは茄里の「無手」を受けて致命傷を負う。錯乱し離脱した茄里・氷グループをよそにヨーンはパルスェットとともにジークを救命。遅れて駆けつけたジークの母であるニーゼル女王から謝意とともに客人として迎えられ、ストラト・ブレードおよびフィルモア騎士の秘剣を伝授される。その後も典星舎の依頼をこなす過程でトラブルに巻き込まれていたらしく、3062年頃には枢軸各国から指名手配されていた。3069年、泉興京巴によって誘き出されデコースと戦うが敗れ、瀕死の重傷を負いファティマ・エストがバーシャだった時の記憶がないことも知らされる。アイシャ達に救助されるも自分を救命するためにパルスェットが死亡したことで治療が進んでも心身が喪失した状態だった。そんな状態ながら、ちゃあが見舞いとして届けたダークチェリーパイに自分が見当違いなことをしていたと思い知り、アイシャに騎士になることを宣言。それをモニターしていたアマテラスによって正式にミラージュ騎士となり、アイシャから剣をアマテラスからGTMモルフォ・ザ・スルタン（AUGE-HA型）とファティマ・バクスチュアル「ザ・ブライド」を貸し与えられて「黒騎士デコースを討て」という勅命を受ける。
作品中でも非常に珍しい、主人公然としたキャラクターであり、常に女に育てられる男でもある。当人にとっては女難ともいえるが、心に何かしら傷のある女性は（「女」としてだけではなく、「母」として「姉」として）、決して彼を放っておく事が出来ない。同時に様々な騎士たちから才能を認められており、アイシャとデコース以外にヨーンと関わり助けた人物はアイオ・レーン、ミューズ枢機卿、ジョルジュ・スパンタウゼン、緑令、東の君など。また、敵であってもデコースやユーゴ・マウザーは彼をわざと見逃している。過去の出来事から騎士を汚い者として拒み蔑み、数々のトラブルを起こして来たが、それは彼自身の高潔さ潔癖さ故のことである。本人は正義感が強いどころではなく根っからのお人よしであり、普段の斜に構えた態度も徹底する事は出来ない（ナイアスはそれを、彼の考える騎士の理想の姿への思い入れゆえと評した）。実際そこに付け込まれてパルスェットと契約してしまってもいる。マウザーからもジークと共に「天位以上」と認められるなど騎士としての実力は充分で、足りないのは経験と「剣」のみ。アーレン・ブラフォードは彼の剣技を高貴な物と評し、アイシャはバーシャと暮らした幼い時期に、既に正統派の騎士として育て終えられている事を語った。一方、ジークと再会した際には桜子やちゃあのことで口ゲンカを繰り広げるなど、年相応に子供っぽいところも見せている。
なおライト20はアーレン・ブラフォード入団以前に別の騎士に内定していたが、宇宙船の事故で死亡してしまったため、ナンバーと入団時期とが前後している。
『プロムナード』ではメサ・ルミナス学園でのちゃあの先輩「ジョーディ」として登場。端正な顔立ちと騎士ならではの長身、更には成績が常にトップクラスだったこともあり、学園中の生徒から「プリンス」と呼ばれるほどの人気者となる（その時にちゃあと知り合い、密かに心を通わせる）。3030年の学園卒業時、ちゃあの「自分で解決法を探すこと」という生き様を見て来たジョーディは、学園のクイーンであるキルスティン・スター（≒桜子）の大学進学の誘いを蹴り旅立つ決心をする。卒業パーティの翌日、空港でナイアスの姿をした人物と出会っている。
21R アーレン・ブラフォード
一般人が準騎士級の力を持つミミバ族（ボォスのカラッカ地方に生活する少数民族）と同じ地方の生まれであり、視力（バランシェファティマである京を凌ぐ動体視力を持ち、真昼でも星が見えたり、大気圏突入の空気の断熱圧縮すら判別できる程）を始め身体能力は非常に優れている。ベラ国攻防戦では砂嵐越しにコーラス軍の動きを的確に分析し、アイシャから「お前よく双眼鏡無しで見えるな」「お前の目玉どーなってんだ？」と言われている（第14巻175ページ）。パートナーはバランシェ・ファティマの京。妻は同じくミラージュナイトのキュキィ。第3期ミラージュ筆頭騎士。
君主の命に従い村の住民を虐殺したという凶状を持ち、キュキィとも離れて日陰を歩いてきた。実際にはこれらの噂や行為は、「騎士は自らの意志で動いてはいけない」という信念、主に恵まれなかった不遇、京の素性が知れると無用の争いが起こるという懸念、財団令嬢という妻に対する男のプライド、そして自身に不釣合いな京の「格」に少しでも釣り合う人物になろうと足掻いているブラフォードの真面目さとプライドの高さ故であり、個性が常軌を逸しているミラージュの中では数少ない常識人である。見る者はブラフォードの実力と人格を見ており、ティンは4巻でライトナンバーのミラージュ騎士にスカウトすべくブラフォードを捜していた。
2994年のシーブルによる「命の水」捜索作戦において、ディ・バローが手配した傭兵の一人、メイユ・スカの配下として登場。作戦行動中に民間人を巻き込む事故が起きると、生存者だったレディオス・ソープにいち早く気付いて射殺するなど、周囲の「しょせんは凶状持ちの傭兵」との評価に見合わない実力をすぐにも垣間見させた。後にL.E.D.ドラゴンの幼生（すえぞう）を追ううち、殺害したはずのソープがアトロポスと一緒に行動してる姿を目撃して驚愕。次いで中古の私有モーターヘッド・アパッチでアトロポスのオージェ・アルスキュルと対決すると、京の予想を遥かに上回る技量を発揮して快勝。逆にソープを驚愕させるに十分な戦果を挙げた。だがその後のヤクト・ミラージュの戦いで、アマテラスのMHと戦わざるを得ない状況となり精神崩壊した京の影響によってアパッチが機能停止。京がかろうじてMHをコントロールしたことでコックピットブロックではなくMHの急所部にビーム砲を受け敗北する。事態を知らず「ブラフォードが怖気づいた」と判断したバローにその場で解雇を宣告されるが、直後に再会したソープのカリスマ性に圧され、ただちに配下となって命の水とすえぞうとをシーブルから護る為に動く（その際、ソープに「なんつー素直なやつ。あそこまではったりに弱くていーのか？」とひどい評価を受けている）。しかし、作戦行動中にこれらの事情を知らなかったアイシャ・コーダンテに敵と誤認されて不意打ちを受け、一撃で剣を失い地に倒れ伏すものの、バローに襲われていたアトロポスとすえぞうを無事に救出。戦闘終結後に正式にミラージュ騎士団の一員となり、その場でアイシャが乗っていたテロル・ミラージュを与えられた。ソープを長年探し求めていた真の主と確信しており忠誠心は強いが、どさくさに紛れて（夫婦共々）契約金ロハで入団させられたことは根に持っている様子。他に行き場がなかったヨーンがほとんど詐欺のような手口でミラージュ騎士になったのを「似たような手で…」とボヤく場面がある。だが、実際のところ騙されてミラージュ入団はヨーン、タイトネイヴなど彼以降は多い。だが、前科不問、出自不問、伝統格式なし、バランシェ・ファティマだらけでトラブルが起きない大騎士団はミラージュくらいしかないとの結論も出している。
2999年、ママドア・ユーゾッタを救出しようとして巴率いるバッハトマ軍相手に窮地に立たされたジャコー・クォン・ハッシュを助け、「剣の修行だけしていればいいとは限らない」と直情径行なジャコーに忠告を与えている。3030年、魔導大戦でアイシャ、キュキィ、ステートバルロ・カイダと共にハスハ入りし、その折にヨーン・バインツェルと出会う。すぐにその太刀筋を「高貴な剣」と見抜いた（その時、アイシャによりエストがヨーンを鍛え終わっている事も語られている）が、その時には鼻っ柱の強かったヨーンでさえ迫力負けするほどの風情を身につけていた。
3010年のブラック3によるフロートテンプル襲撃時に迎撃の指揮を執ったサリオンが、デコース・ワイズメルに対抗できる騎士としてアイシャと共に彼の名を挙げている。また剣豪として後世に名を残しており、4100年にウピゾナ・バーデンバーグがカイエンと並んで彼の名を挙げている。
3031年、ベラ国攻防戦でハイファ・ブリンガーを駆ってA.K.D.義勇軍として参戦。ナオ・リンドー・レイスル（＝デュオ・クルマルス）のハロ・ガロにキュキィとともに挑むも、流石に超帝國剣聖には通じなかった。だが、戦略的にはすでに枢軸軍の敗北が確定していた状況で、ナオのパートナーである令令謝相手に京が茶番劇を演じることにより、余計な血を流すことなく戦闘が終結した。
傭兵時代はミミバ族由来のネイティブアメリカン風の服装で活動していたが、ミラージュ入団後は和装の着流し風スタイルに変わった。
スラングだらけのキュキィの言葉を完璧に理解できる。催眠術も得意で諜報活動時に重宝している（掛けられた者は聞かれたことも話したことも覚えていない）。
22R マキシマム・ハルトフォラス（マキシマム・カイエン、蒔子、マキシ・アイツ・フェイツ・バランス12）
No.1の項を参照のこと。
23R キュキィ（キュキィ・残田・理津子）
惑星ボォス・カステポー北部のザンダシティを牛耳る残田家の長女で、同街の裏を牛耳る秘密結社ローゼンクロイツのリーダー。夫はアーレン・ブラフォード。パートナーはバランシェ・ファティマのアグライア。個人所有モーターヘッドはエレシス。
物語に登場した時点では夫であるブラフォードを捜して星団中を飛び回っており、一時的にザンダシティに帰ってきたところでローゼンクロイツの緑令（りょくれい）と近況について情報のやり取りをしている。その後、夫のミラージュ入りを知りA.K.D.に渡り、天照とラキシスの超絶な天然ぶりに一生ついていくことを決め入団（同時に配下であるローゼンクロイツも天照と協力関係になる）。カステポーでヨーン・バインツェルと出会ったことから、同行のアイシャ・コーダンテにヨーンとファティマ・バーシャの物語を聞かせる。3030年、夫やアイシャ、ステートバルロ・カイダと共にハスハで行動中にヨーンと再会。
ベラ国攻防戦ではグリット・ブリンガーを駆り、ブラフォードとともにハロ・ガロを攻撃するが、攻撃を受けられたことに顔文字で驚愕を示している。
当然騎士としては超一流だが、パルテノと同じく常にラリっていて喋る内容を理解するのはかなり難しい。彼女の紹介でミラージュに引き抜かれたローゼンクロイツ出身騎士も多い。入団時期が後のヨーンよりもミラージュナンバーが大きいのは、誕生日という理由で勝手に23番を取ってしまったから。
ブラフォードとは人目を気にせず腕を組み、微笑み合うなど夫婦仲は極めて良好な模様。彼女の意味不明な会話を理解できるのは（彼女よりもブッ飛んでいるアマテラスやラキシスを除けば）夫とパルテノだけであるらしい。ブラフォード自身、「なぜこいつが妻なのかたまにナヤみます」と愚痴をこぼすこともある（第14巻217ページ）。

### 第2期 グリーン・レフト
2L バーグル・デ・ライツァー
ディモス・ハイアラキ門下の天位騎士。コードネームは「シャフト」。剣技はミラージュ・ナイト最強とも称される（ただしカイエンやログナーなどを別格として、の話ではあるが）。カステポーのザンダシティの秘密結社ローゼンクロイツの首領（シャフト）だったが、メル・リンスに敗れ、死亡扱いとなりレフト・ナンバーとなる。重度の薬物中毒で殺人癖があるが、狂っているようでいて言動は思いの外まとも。また、ローゼンクロイツでは麻薬を扱ってるものの、常人なら中和剤無しでは一発で廃人になるような強力な麻薬を他人に勧めることはない。かつては星団永久指名手配だった。パートナーはバランシェ・ファティマのパルテノ。パルテノの精神崩壊の原因となっていたダムゲート・コントロールを薬物で破壊したことにより救った。
2992年、ヤクト・ミラージュの組み立てが完了したばかりのデモンズ・タワーMHハンガーにてパルテノともどもラキシスと会う。フロート・テンプルの動乱でズームと共にレフトの一員として王宮の侍女たちを皆殺しにしながらラキシスにまで剣を向けるが、剣聖級の剣技と「次元回廊」により完全に敗北。圧倒的な強さによって蹂躙されたことにより「至高の喜びを得た」として、ラキシスに対し命さえ投げ出さんばかりの忠誠を誓い、ヤクト・ミラージュでソープ救出作戦に参加。ビヨンド・シーカーでアマテラスの居場所を特定すると宇宙圏からカステポーへと強行突入。アパッチを破壊しケルシャーを惨殺後、パイパー将軍の青騎士とメイユ・スカ搭乗のザカーを一瞬にして粉砕しA.K.D.軍の窮地を救うが、その後高みの見物を気取っていたことが災いし、「命の水」によって復活したボスヤスフォートによってダイバーパワーが通じるはずもないMH内にいたにもかかわらずあえなく殺害された。
2L(2代目) エフィー・3（ドライ）（E-V-3） / エフィー・三津子（みつこ）
システム・カリギュラの「シオの門番」の一人でツバンツヒ直属の部下。懐園剣の謎を追うことを研究目的としていた。懐園剣の現在の所持者アルル・フォルティシモ・メロディの足取りを捕捉した後、マウザー教授に誘われて裏切り者ツバンツヒ襲撃に同行、その場で発生したサタンの出現に巻き込まれてしまう。マウザーがミラージュ入りしたのと同時にツバンツヒ直属の部下に戻り、そのまま天照傘下となり、レフト2のナンバーを継ぐことになる。
典星舎情報部橘組に加わっていたが、3062年天照直々の命によりスバース市にて任務に就いていた際は女学生の身分を隠れ蓑としていた。3064年、バッハトマのスパイと遭遇しているところに飛び入りしてきたマキシによって手傷を追う。
3L ティン・バイア（天覇）
通称「ティン（丁）」。本名は公藩司馬公子（クー・ファン・シーマ王子）。デルタベルン星エラン連邦イーミュー国の元王子で、東洋系の顔立ちを特徴とする。騎士とダイバー両方の力を持つ「バイア」で、血が濃かったためか快楽殺人癖があり、弟をはじめ多くの従者や一般人を殺害。シーマ家からの要請によりアマテラスが「処理」、2955年に病死として戸籍抹消され、レフトナンバーに収容される。パートナーはエーロッテン・ニトロゲン作のラ・ベルダ（のちにマウザーのパートナー）。
2989年、アマテラスの命でミラージュ騎士候補探しのためカステポーへ渡航。ミューズ・ヴァン・レイバックら公衆の面前で、一般人に絡む不良騎士の心臓をダイバー・パワーで吹き飛ばし（通常の騎士は争い事が起こっても新たな争いを生むとして仲裁に入らずに避けることが多い）、ついでにアイシャ・コーダンテに忘れ物（サンドラ・イルケ名義のクレジットカード）を届ける。アシュラ・テンプル戦で、アイシャの乗騎クロス・ミラージュ（雌型）が不完全であるというリィ・エックスの伝言をダグラス・カイエンとミューズに伝えるが、既にアイシャはドーリーで出撃した後だった。2992年、アマテラスの力の消失によるフロート・テンプルの動乱を機に、レフトナンバーの一員として叛旗を翻し、壊し屋事件で（クロス・ミラージュのトラブルがあったとはいえ）無様に負けたアイシャへ死の制裁を加えようとするが返り討ちに遭い瀕死となるとともに、自分がアマテラスに従っていたのが恐怖からではなく、存分に力を振るえることが快絶であったという事実を悟る。好き勝手な生き方をしていた分、「誰かに負けたら最も卑怯な死に方をしよう」と決めており、回復後に自殺した。快楽殺人者だが、自分を怖がらない王子時代からの侍従であるパルウ・スエインには手を出さなかった。2995年、スエインはアイシャに見送られながら独り故郷に帰っていった。
アイシャ戦の直後にダイバーズ・パラ・ギルドにアマテラス捜索と、その結果を逐次アイシャとシャフトに伝えるよう命じ、ミラージュ騎士候補探しでもアーレン・ブラフォードの才を見出すなど、卒の無い実務者肌でもある。フロートテンプルにいるホワイトリンクスと精神感応して情報を得ていた。
3L(2代目) ボー・6（ゼクス）（B-O-6） / ボー・睦子（むつこ）
システム・カリギュラの「シオの門番」の一人でツバンツヒ直属の部下。研究目標は「ショウメ」。マウザー教授の指示で裏切り者であるツバンツヒの後を追っていたが、マウザーがツバンツヒを襲撃するにあたってエフィーとともに同行。その場で発生したサタンの出現に巻き込まれてしまう。両腕を巨大な機械の拳に変形させ格闘で戦うスタイル。映画「花の詩女」にも登場しており、GTMマーク2に付着した冷却用の氷を腕を変形させて砕いていた。ショウメ争奪戦でもサタンを拳で打ち払っている。マウザーがミラージュ入りしたのと同時にツバンツヒ直属の部下に戻り、そのまま天照傘下となってレフト3のナンバーを継ぐことになる。
典星舎情報部橘組に加わっていたが、3062年天照直々の命によりナカカラ王国にて任務に就く際、エフィー同様に隠れ蓑として女学生となる。3064年、枢軸軍の攻撃によって化学汚染されてしまったホーダウン市に難民救護の学生ボランティアとして訪れており、アルルに詩女の資格があることを確認している。3069年ドーマ支配下のカーマントーに潜入。アンジュと呼ばれているマグダルの所在を確認するが、トラブルを避けるため要監視に留めている。
4L 斑鳩王子（ディス・エミーテ・斑鳩、“L.E.D.”天照ディス・グリース・大兄・斑鳩、天照・グリース・サリオン・イイ）
天照家直系のシナーテ（紫成鼎）家の王子。コードネームは「L.E.D.」。幼少時より強力な騎士とダイバーの力、そして非凡な頭脳を持つ。ダグラス・カイエンと並ぶ天技「ミラー」の使い手。パートナーはバランシェ・ファティマの魔邪。
幼少時より正義感が強く、A.K.Dや天照家に対する思い入れは人一倍強い。それが災いし、ワスチャ・コーダンテの誕生が原因で起こった皇位継承権抗争でコーダンテ大公夫妻を暗殺した両親を誅殺。更に事件を放置したアマテラスに対して反乱を起こすが鎮圧され、共に参加したミラージュ・レフト（シャフト、オービット、パイソン、キンキーらが確認済）の面々と共にフロートテンプルの「デモンズ・タワー」に幽閉される（第一次フロート・テンプル動乱）。シナーテ家は断絶、自身は死亡扱いとされ、アマテラス本人に次ぐ王位継承第2位は剥奪された。
2992年、アマテラスがL.E.D.ドラゴン消滅に立会い力を失ったことでデモンズ・タワーの封印が解け、レフトたちと再び反乱（第二次フロート・テンプル動乱）を起こす。ファティマであるラキシスを王女として迎えたことにより、天照家の血脈が途絶えることを憂いての蜂起だったが、ラキシスと彼女を護る者らの底知れぬ力に恐怖して心が折れる。以後はアマテラスに本心より臣従。3010年のブラック3によるフロートテンプル襲撃の際は会議出張中のアマテラスに代わってミラージュ騎士の指揮を執るが、ダイバーとしての力が災いしボスヤスフォートに思考を読まれ苦戦。結果としてボスヤスフォートの放った「絶対零度」から彼を庇った当時のログナーが戦死してしまう。事件後、元服に際してエミーテ（蝦鼎）家を興され「斑鳩王子」の名と皇位継承順位第5位を与えられ表の世界に復帰、サリオンの“ママ”として能力を封印していた魔邪もファティマとして覚醒する。
ブラック3襲撃の前後よりレフトナンバーには斑鳩やキンキー王女、プリンセス・タイトネイブと同世代の騎士が相次いで入団しており、レフトナンバーの性格も「裏ミラージュ」から「次世代ミラージュ」に変わっていく。ログナー再生中はミラージュ騎士団総司令およびA.K.D.総軍司令官を務め、ルーマー女王即位によりグリース議会への直接参加が出来なくなったアイシャの政治的立場も代行。3075年のハスハント解放戦ではミラージュを陣頭指揮する。ヌガー入りのチロルチョコが好き。
じゃーじゃー姫ことタイトネイプとは入城以来の親しい間柄。A.K.D.“だけ”に近視眼的になりすぎ、不正や腐敗をなんとかしなければと焦ってばかりいた斑鳩が、育った環境が全く違うタイトネイブと親しくなることで、金銭や衣服に不自由せず教育も当たり前に受けられる恵まれた環境や、二度の謀反に対するミカドへの甘えを突きつけられた格好となり、独善的で人間不信気味だった彼が初めて「まともな感覚」を持ち「対等の立場」で信頼に足る友を得たことにより人間的に一皮剥ける契機となる。
総じてサリオンによる二度の王朝動乱は、力と恐怖により道を糺そうとした結果失意のカイエンを薬物中毒に陥らせたり、なんの気無しにボスヤスフォートを葬った結果忘れた頃になって報復を受け多くの部下を失ってしまったりした、若く未熟で世間知らずだった頃のミカドの行動とさして変わりなく、その「歪み」からの反省に基づいて「友達を持ち、失うことでなんの見返りも求めずに力を貸してくれる人へのありがたさと人の命の儚さをようやく理解できる。また問題は一人で抱え込むよりも他人と共有すれば自分の中にない別の答えを引き出せる」といった、「人として当たり前の事柄」への自発的な気づきが重要だと悟ったミカド自身の価値観にしたがい、サリオンにとって必要な「成長のための時間と心を許せる友達」を与えるためタイトネイブをミラージュへ招いたり左翼大隊を増員したりしたと考えることも出来る。
また斑鳩は自分やアイシャのように傑出した力を持たないワスチャを憐れみ心配しているが、騎士としての才能も力も無いワスチャの方が斑鳩よりも遙かに豊かな経験や見聞を持ち、多くの人との出会いに恵まれている（なにより異性からモテまくっている）という皮肉な現実が存在する。
魔導大戦時はイマラ、タイトネイブと共にマークIIでイオタの宇宙海賊掃討に参加している。
5L ヒューズレス・カーリー
元コーラス王朝メロディ家の騎士でトリオ騎士団のメンバー。コードネームは「スピナー」。メロディ家の混乱を機にトリオを去り、傭兵生活を経てミラージュ入りした。レフトには自ら志願して入ったようで、「裏ミラージュ」時代のレフトの中ではベスター・オービットと並んで穏健な人物で参謀的役割を担っていた。一方で、第二次フロート・テンプル動乱ではレフト・ナンバーらとラキシスに詰め寄る激しさも見せている。3010年、星団会議に出席するアマテラスの護衛でレオパルト・クリサリス、イマラ・ロウト・ジャジャスと共に再登場。ジャコー・クォン・ハッシュ、三条香らと錫華御前に会いに行く途中、トリオ時代に旧知の王女セイレイと遭遇。ジャコーに「セイレイやアルルといったコーラス直系の騎士はとても強い」と忠告している。パートナーはコークス・ファティマのトランス。
名前はヒューズ・カーリーという表記も存在する。
6L クロークル・ハーマン
レフトもライトもNo. 6には同じ名前が入っている。理由は不明。
7L エイドリアン・ターク
レフトの中でも生粋の暗殺者。コードネームは「パイソン」。短剣の扱いを得意とする。その腕を買われてノイエ・シルチスに在籍した後、アドラーの犯罪組織に籍を置いていたが、アマテラス暗殺を請けフロート・テンプルに潜入したところで逆に拿捕されミラージュに入れられた。
フロート・テンプルの内乱にスパークと共に登場し、向かってきたゴーズ騎士を次々殺害。阻止しようとしたミラージュ・ライトのミシャル・ハ・ルンの左手を切り落とし、とどめを刺そうとしたところでダグラス・カイエンが現れたことからスパークと共におとなしく退散していった。2995年、全治したルンの果し合いを受けて互いに一刀を交わした後、即死。ルンを生かしておけば再戦となることは目に見えていたことでありながら、放置していたことには彼にも何か思う所があったと考えられる。元ノイエ・シルチスらしくパートナーはクープ・ファティマのメイラン。
7L(2代目) アーリィ・ブラスト
8L ミューリー・キンキー
天照王朝メルカ公家に連なる血筋を持つ皇女で皇位継承順位第15位。「十文字霞斬り」なる得意技を持つ若き女性騎士。褐色の肌と黒髪を持つ美少女。家のしきたりにより、3010年頃に成人するまではローブと三角帽と覆面で全身を覆った出で立ちをしていた。
3010年のブラック3襲撃の際にはハインド・キルと共に玉座回廊の防衛にあたり、ビューティ・ペールと対決する。エトラムルファティマのケーリッカクを所持していたが、MH「カン」との関連でエトラムルファティマの開発を進めていたコーネラ帝国の動きを牽制すべくアマテラス預りとなり、代わってコークス・ファティマのイルペオの主となって魔導大戦に赴いている。
9L ベスター・オービット
サリオンの忠臣。天照王朝東方10カ国のひとつオービット公国の主。コードネームは「クローズ」。かなりの剣豪でミラージュの面々もたびたび指南を受けていた。ブラック3のフロートテンプル奇襲でボスヤスフォートの一撃により死亡。サリオンがアマテラスにバッハトマへの報復を強く進言したのも彼の死が大きかったと思われる。パートナーはモラード・ファティマのテック。炎のような頭髪が特徴。
10L ピッキング・ハリス
バキン・ラカンの剣豪オルカオン・ハリスの娘で、次期剣聖にとまで推された「薔薇の剣聖」マドラ・モイライの別人格。コードネームは「スパーク」。頭髪を頭頂部のみ弁髪のように長く残したスキンヘッドという異様な髪型にしている。AP騎士団スキーン隊支隊長を務めながら素行不良でクビになった後犯罪組織ゲイト・ジーベンに入るものの、さらにそこを自らの手で壊滅させ、その後ミラージュに入団したという経歴を持つ。AP時代にヤーボ・ビートと恋仲であったり、エストを欲しがったりするなど外見、性格、言動共にエキセントリックである。しかし、実際にはこの人格はさらに異常なマドラを引っ込める為、時のアトール女皇帝フンフトによって引き出された「良心」である。後に父オルカオンの意向を汲んでハリスの家名を継いだ。
殺人癖が最も酷いが心優しいのが「スパーク」、マトモでAP騎士時代の名残が「ピッキング・ハリス」、制御不可能・最も危険なのが「マドラ」の多重人格を持っていたが、3037年のショウメ争奪戦で完全なる人格「剣聖マドラ」として融合した後は多重人格に分裂する事はなくなった。
騎士の能力は並の天位騎士をはるかに凌駕する（マドラ時での実力は未知数ではあるが、未だ騎士の能力を自覚していない少女時代にダグラス・カイエンの「残像ミラーの連弾衝撃波・十字架手刀トリプルヘクサグラムのついでにMTBの本体ミラーの48分身光速スカートめくり」という本気の攻撃を無意識に見切って完璧に阻止した）。AP騎士団在籍中のモーターヘッド撃墜数9以上、バイ・オ・ラで78騎というとてつもないスコアを持ち、乗騎だったクルマルス・バイ・オ・ラはその時期バイ・オ・ラ・“スパーク”と呼ばれた。
パートナーはバランシェ・ファティマのクラカライン。普段はマドラとしてのパートナーであるベルクトも一緒に連れている。
外見に反して料理が趣味。A.K.D.では毎週水曜日「スパークさんの料理教室」が放送される。多様な武器の使い手であり、武器と同様、ファティマも丁寧に扱うため、ファティマ達からの受けは良い。
2992年、サリオンの第二次動乱で初登場。パイソンと組み鎮圧にきたゴーズ騎士団を全滅させたが、カイエンの登場で退散した。
3010年、カレをアシスタントにお料理教室をしていたところにブラック3がフロート・テンプルを襲撃。それを料理教室で使う柳刃と出刃包丁のまま迎え撃ち、デコース・ワイズメルに十二分身から繰り出すダブルヘクサグラム（二十四連リングスライサー）からの包丁刺撃で攻撃するも、結果は痛み分けとなった。この包丁は錫華御前が鍛えたもので、料理ではなく戦闘に使った事で錫華御前の怒りを買ってしまい、以後彼女には頭が上がらなくなる。
3037年、一時ミラージュ騎士団から失踪。同時にクラカラインを使ってデコースの居場所を典星舎から聞き出し、ベイジのバッハトマ黒騎士団のアジトを「マドラ・モイライ」として強襲。護衛の騎士たちをすべて無力化した上でデコースも吹き飛ばし、"プロミネンス"とマドラの精神が入り混じった異常な状態で数日に渡りデコースを強姦し続ける。適当なところで東の君に捕まった後「ほっぺたぎゅー」され、「スパーク」の人格（ときどき「マドラ」の人格が出現）でシャルデファー滞在中のラキシスの護衛につく。沼沢地散策中に、マウザーとツバンツヒとの決闘を開始、それを見届けているさなかS.A.T.A.N.襲撃の余波を受けて激しい頭痛に襲われ昏倒する。ラキシスとショウメを護るべくツバンツヒとマウザーが奮闘するも無数に湧き出るハイコマンダーの大群に圧され始めたところで突如覚醒。マドラ、ピッキング・ハリス、アルゴン・アマンダ"プロミネンス"の人格が統合された「マドラ・モイライ」となり、鞘の外れた懐園剣・雄剣を振るい、超帝國剣聖の技をもってサタン達を討伐にかかる。
料理のみならずアウトドアでの食材調達能力にも長け、かつてAP騎士団在籍時は赴任先だったシャルデファーの湿地帯でよく食材を採取していた。石を使った擬似「ダイナマイト漁」で漁協に怒られた過去を持つ。
ツバンツヒや恋ダウドからはなぜか「先輩」と呼ばれ慕われている。特にツバンツヒからは料理つながりで強い尊敬を受けている模様。
マドラとしての彼女については#エースナンバーを参照。
11L メイザー・ブローズ
常時腕に鍵爪のついた巨大な手甲をはめている少年騎士。ガントレットのみのブローズと思われるシルエットもレディオス・ソープの未来の回想で登場している。2992年のフロート・テンプルにおける動乱では目だけ空いた覆面と鉄の爪を装備して登場。騎士の力を持って生まれたゆえに周りから虐げられ、傷害事件を繰り返していたところをアマテラスに助けられたため、アマテラスに絶大な信頼を寄せる。サリオン（斑鳩）への忠誠度も高い。パートナーは不明。というか登場時点ではファティマは所有していないようで、魔導大戦後にクープ・ファティマのニナリスを娶る。
3010年、ブラック3のフロート・テンプル襲撃でサリオンとベスター・オービットと共にボスヤスフォートの前に登場。その際には作者がデザインしたモビルスーツ・キュベレイにそっくりな甲冑を着用していた。ボスヤスフォートの一撃で瀕死になりながらもファンネルに酷似した兵器でランドアンド・スパコーンを援護してボスヤスフォートに一撃を加えることに成功。
3069年。ボーに先行してドーマに潜入している。非合法に連れてこられた難民労働者にも心を傾けつつあるが、ブローズ自身としてはボスヤスフォートへのリベンジに心残りがある。
12L バイズビズ
本名は「ヴィンズ・ヴィズ」だが、キュキィがそう呼んでいた為になまってしまったという。キュキィの幼稚園時代からの子分で、ビョトン・コーララを失ってお披露目に出たスパルタからパートナーに指名されたことを知ったキュキィに誘われミラージュ入りしたらしい。ローゼンクロイツ出身だが、キュキィが結社を継いだ後に加盟したこと、ミラージュ入隊時にはすでにボスヤスフォートが復活していたことから、シャフトとの面識は無い。細かい事は気にしない性格だが、自分への悪口には敏感。
騎士としての実力は、バッハトマ騎士団の中でも有数の腕前を持つバギィが、一目見ただけで思わず戦慄を覚えてしまったほどだが、アーレン・ブラフォードに言わせるとそれでもまだまだ修行不足とのこと。デザイン画では両端の尖った双刃の剣か槍の様な武器を持っている。
3030年、魔導大戦でベイジ陥落後バッハトマ騎士団入りを志願する若手騎士の態度に腐っていたバギィ・ブーフの独り言がカンに触ってバギィに話しかける。その際、ダグラス・カイエンに逢えなかったことを悔やんでいた。
3032年には、ログナーの命令を受けて、エレーナ・クニャジコーワと共にツラック隊に潜入。平凡なベラ国騎士団員になりすまし、密かにソープやラキシスの警護を務めながら敵の間者を始末していた。しかし枢軸連合軍との決戦に際して、彼の実力を看破したエルディアイ・ツバンツヒにひと揉みされた末に強制的にAP騎士としてツラック隊に編入させられる。その際の言動は初登場時とはうって変わって、礼儀正しい優男であった。実はお姉さんタイプに弱い。
スパルタが最初に娶ったファティマであり、ベラ国攻防戦はヘッドライナーとして事実上の初陣でもあった。
ベラ国攻防戦終了後は、クニャジコーワと共にラキシスの旅のお供をしている。
13L バーナー・恋ダウド（レンダウド）
魔導大戦におけるベラ国攻防戦にて、ファティマ・パシテアを引き連れ、バッハトマ枢軸同盟のガマッシャーン本陣に現れた幼女。
その正体はAD世紀に炎の女皇帝に直下にて彼女の勅命を忠実に実行し何十億人もの人々を葬ったヘリオス剣聖騎士団のメンバー、「ミキータ・恋・パルトラバーナー＝オージェ」の星団歴におけるリストア（転生体）である。「スコーパー」というブリッツェン・フォースを持つ。シュバイサー・ドラグーンの人格にデュオ・クルマルスの記憶と能力とが付随する程度のナオより過去の人格や能力が強く発現してはいる（ログナーが危険視する程度）ものの、7剣聖であった頃の立場が比較的恵まれていたためか、それともハリス家よりもまともな家庭で生まれ育ったのか、プロミネンスのように人格が破綻するほどの危険な覚醒はしておらず、精神的にも非常に安定している。
「GTMを素手で破壊する超帝国剣聖という兵器ではなく、それよりはるかに弱くても星団歴の騎士として、人として生きる喜びを知れ」とナオ・リンドー・レイスル（シュバイサー・ドラクーン）に諭された時には半信半疑の面持ちであったが、ベラ国攻防戦で使用したスコーパーの力を天照に察知されたことが縁でミラージュ騎士に招かれた上で、内宮高等学校小学部に入り、小学生としての生活を与えられた結果、普通の人間としての人生の幸福を知るに至った。ログナーを除くミラージュ騎士団員、とくにツバンツヒやメナーといった女子高生軍団からは「オージェちゃん」と呼ばれ可愛がられている。身長123cm。好きな科目はしゃかい、こくご。好きな食べ物はナポリタン、たらこおにぎり、和風ハンバーグ。
ヘリオス剣聖騎士団「剣客」だったログナーとは足掛け7000年の付き合いになり、呼び捨てにしている。
星団暦3037年、アマテラスの願いにより帝騎マグナパレスを駆り、一時的に成人した姿でサタンの作り出した星団暦7444年のボォス星へと参戦。プロミネンスによる援護を受けながら、ラキシスの遠隔サポートによりバスターランチャー三連射をゴリリダルリハへと叩き込み、大幅に維持エネルギーを削るとともにポーター現出までの貴重な時間を稼いだ。直後の魔太子ルシファによる惑星創造攻撃によりMGP共々無力化されたものの、アマテラスから貸与されたサンダルの加護のおかげでセンタイマやモノノフによる攻撃は受けず、元の姿に戻されて気を失う程度で済んでいる。
星団暦3069年は小学生を続けているが、歴史の授業はAD世紀の「自身の知っている歴史」と内容が違うため、課題やテストが悉く「引っ掛け問題」になるなど、苦戦している。
星団暦3225年のスタント遊星攻防戦では超帝国剣聖としての力を取り戻し彼女の駆るZ.A.P.は歴代ミラージュ騎士の中で最強を誇った。戦後、女皇帝の元に戻った彼女はジョーカー星団から離れることになる。
なお、シュッツィエンの星団における最後の一騎を所有している。
14L 峡楼姫（きょうろうき、プリンセス・オリビー・タイトネイブ）→ シージラック・オリビー・タイトネイブ
惑星カーマントーにあるシージラック王国の王女。ミラージュには「出張騎士」として所属。語尾に「〜じゃ」と付く口調から「ジャージャー姫」とも呼ばれている（命名は斑鳩王子らしい）。
シージラックはかつての戦争でジュノーにあった国土を失い、カーマントー亡命後は王が式典に出席する服にも困るという貧しい国で、姫でありながら他国の王族らへの接待で舞を披露することが多かった。脚が好きだからなのかダイアモンド・ニュートラルを好いており、彼のモーターヘッド設計の営業で各国を回っていた。メヨーヨへの営業では、後の武帝となるクラーケンベール王子とのMHの手合いで引き分けたという腕前。A.K.D.では、天才的な舞いでブラッド・テンプルの契約を取り付けている。パートナーはディモス・ハイアラキのパートナーだったサロメ。
2999年、バッハトマの騎士・ダイバーたちとジャコー・クォン・ハッシュが戦っていたところをダイアモンドの脚に頬擦りしながら高みの見物で初登場。
3015年、再びA.K.D.へ営業に来た時、アマテラスが冗談で契約書にこっそり忍ばせた条文から姫はミラージュ入りすることになってしまった。その結果、姫の言動を真に受けた錫華御前とダイアモンドが姫を奪還すべくフロート・テンプルに乗り込むが、MHの整備直後で汚い身なりのまま「歓迎」の旗振りまでさせられたアマテラスとあっさりバランシェ・ファティマであることを明かしたラキシスに毒気を抜かれ、結局アマテラスが錫華御前とダイアモンドに謝罪し、姫に「出張ミラージュ騎士」の名の下に行動の自由を与えることで一件落着となった。
ミカドの寵姫にされたという激しい勘違いからマセた発言が多かったものの、斑鳩と知り合い友達になった。タイトネイブとの友人関係は斑鳩を精神的に楽にし、年齢相応の余裕を与えた。一方でタイトネイブも子供ながらになにかしなければという焦りがあった中で、それまでとまったく異質な豊かさを享受しつつ学生として学ぶ機会を与えられたことにより政治のいい加減さを学びとり、「君主の公正さは冷徹と同じ」だと悟るなど成長の助けを得ることとなった。
3030年、斑鳩の口からA.K.D.のコーダンテ家のアイシャとワスチャ、そして自らが潰したシナーテ家と2度の動乱についての話を聞く。その際斑鳩を叱り飛ばし「何かの時には自分に言え」と申し出ている。ミラージュ女子高生軍団の一人だが、フリーズたちとは異なり初期からツバンツヒに対しては好意的であった。
魔導大戦時はイマラ・斑鳩と共にマークIIでイオタの宇宙海賊掃討に参加している。ミラージュとして権限は与えられていても、自身にはそれらを使いこなす度量も能力も足りないと知り、斑鳩とは互いに足りない面を補いながら修業に邁進する。
15L パナール・リィ・エックス・アトワイト
天照家の分家の一つアトワイト家の騎士。リィ・エックスの娘。A.K.D.の皇位継承順位は第8位。リィの私生児で父親は不明だが、天照女系の血を現在最も強く受け継いでいるため、皇位継承権とアトワイト家相続には支障なかった。
幼児期のパナールが回想に何度か1カットで登場している。2997年にはアトワイト公国の大社祭に招待されたハスハ連合カッツエー公国のムーラ王子と面会もしている。3030年の魔導大戦開戦の瞬間はアマテラスとラキシスとフロートテンプルで迎えた。グリース王国議会収拾のため斑鳩がアイシャ・ルーマーの影武者にさせられた際には、斑鳩の居間でタイトネイブと火鉢で餅を焼いていた。パートナーは母から引き継いだイカロス。ミラージュマシンの開発統括も引き継いでいるようで、後述のツバンツヒが来るまでは「遅刻女王」の異名をとっていた。
16L シトロン・メナー
フルネームはシトロン・メナー・天照。パートナーはオーバーハイム。シナーテ家から分かれたメナー家の当主である。サリオンが反乱を起こす前は王位継承権第3位であった（現在は第6位）。寡黙かつ沈着冷静、本人曰く「どんなシチュエーションでも通用するから」といつでもベレー帽とひざ丈ストッキング姿の制服で通しているほどの合理的な性格で、“カッティース”もしくは“フリーズ”と呼ばれている。メサ・ルミナス学園の学生ではないが、ちゃあからあんた呼ばわりされるほどの昔馴染みのようだ。プロムナード３にてイゾルデ・サヤステの部下であるルーン騎士とちゃあとの絡みを阻止しようとしたが、ジークが介入したことにより一旦引き下がる。ちゃあとジーク、クラーケンベール大帝との三者会談後姿を現しログナーの代理としてちゃあの補佐をするためルミナス・ナイツに加わり、実質的な現場司令官として彼女を支えていく。3159年のアドラー侵攻にはサポート・レッド（F2）で参戦する。
目が細いことを密かに気にしている。
17L エィブロゥ・ビット・マエッセン
男爵位所有者。パートナーはコークス・ファティマのプーウラー。本編初登場時はパイドパイパー騎士団所属。同僚のイアン・ケーニヒやジャグ・ケルシャーと並ぶエースで学生時代には物理博士号も得ている。2992年の命の水争奪戦のMH戦では、ブラッド・テンプル出撃にイアンと迎撃に出る。ブラッド・テンプルを1機撃破後はケーニヒの戦いが終わるまではと静観していたが、乱入してきたアイシャにケーニヒのヴァイ・オ・ラが戦闘不能にされた際にはアマテラスの許へ向かうべく騎体から離脱したアイシャを見つけている。アイシャに騎体に戻って戦えと要求するが、続けて乱入してきたミシャル・ハ・ルン駆るシュペルターと交戦、圧倒的なパワーに圧されながらも持ちこたえるが、三度乱入したヤクト・ミラージュにパイパー将軍とケルシャーの青騎士が事もなげに撃破されたのに動揺した隙を突かれてシュペルターに倒される。幸いアイシャに回収されて生き残るが、10年に及ぶ長い療養と、続くリハビリ生活を強いられることになった。3021年頃に復帰すると、共に生き残ったケーニヒに再会することもなく修行に入る。
魔導大戦においては、3036年ハスハント連合シーゾス王国オードラでのコーネラ帝国とシステム・カリギュラによる新型GTMデモールのテストを、ミラージュ騎士団の一員として偵察していた。その任務の連絡役である天照家典星舎中納言メレトレ・清花とは幼馴染で、軍司令と同等の権力を持つ彼女のことを「メレトレちゃん」と呼んでいる。なお、ケガから復帰後は家族にも連絡を取っていなかったようで、同じように情報を掴んで動いていた大伯父であるアルテン・サヤステに再会した際には注意されている。祖父はアルテンの弟であるヴァンブロウ・サヤステ。母のオドリは前ローテ騎士団長でルーマー王国の王女。また、学校でいえばアイシャの後輩であり、メナーの先輩にあたる。
マエッセンのミラージュ入団自体は『F.S.S.DESIGNS 3』にて初めて公表されたが、単行本2巻2005EDITIONに掲載された「Line up Fatimas」のプーウラーの項では既に「所属:天照家・ミラージュ騎士団」と表記されている。リッターピクトにてようやく初公開。
18L エルディアイ・ツバンツヒ / ストーイ・ワーナー
正式名L-D-I-20。システム・カリギュラで製作されたという超帝國の騎士である。「エルディアイ・ツバンツヒ」は騎士、「ストーイ・ワーナー」はMHマイト（GTMガーランド）としての名前。コードネームの「スペック」はアマテラスの命名で、4000年以上もマイトを続けているのであらゆる兵器の性能に精通している事に由来する。年齢は4,000歳以上と、数少ないアマテラスより年上の人物である。
身長を自在に変化させる事が可能で、騎士として能力を発揮する時の身長は230cmと、大男、大女揃いの騎士の中でも一際大柄である。騎士モードの風貌はナカカラでアルル・フォルティシモ・メロディを尾行していたイーヴィーと似ている。騎士時のパートナーはフローレス・ファティマの「湖のオーハイネ」。
魔導大戦時で出現するとされる「ショウメ」という生物を探しており、その情報を得るため詩女ムグミカの預言を受けていたモラードに近づき「ショウメ」がセントリー「ブリッツ」の幼生であり3031年時点でまだ出現していないことを知る。また星団最大の謎であるアマテラスに強い科学的関心を経て恋心を抱いており、ミラージュに接触する機会を得る目的でミースの伝言をツラック隊に届けた際に同隊の切り込み隊長を一時的に務める。そこで図らずもソープと出会い紆余曲折あって結果的にミラージュに契約金無しで入らされる羽目になり、更に社会勉強の為に王国内宮高等学校（パナールや峡楼、シトロンが通っている学校）に強制入学させられてしまう。その後、ミラージュの装備アップデート作業で徹夜しては遅刻したり（騎士であることは公然の秘密ながら、普通科なのでミラージュ騎士としての優遇を受けることはまったくない）、明日のお昼に食べるお弁当の中身に頭を悩ませたり、Z.A.P.のファティマ・ハッチ開発に試験期間にもかかわらず駆り出されてその結果落第したりするなどの有意義な日々を送っている事が語られている。ちなみに学校では理系の男子に人気とのことで、ラブレターも貰っている。なお高校生活時の身長は162cm。調理クラブ所属。ミラージュ女子高生軍団は彼女のノートがなければ赤点必至である。
ベラ国での戦いから「行方不明」となったツバンツヒをシステム・カリギュラがAKDに潜入し2年間捜索を行っていたが、女子高生と変わり果てた彼女を発見できず、ついに死亡扱いとなり捜索は打ち切られた。
後に真相を調べ上げたマウザーにより、「システム・カリギュラの裏切り者」として討伐を受けたが、直後にサタンとの戦いに巻き込まれたことで、ミラージュ騎士となったことが同時に「ショウメ」の研究に繋がることを理解され、またマウザーも自ら望んでミラージュ入りしカリギュラを抜けたことからなし崩し的に討伐の件はなくなった。さらにこの出来事が後のスタント遊星攻防戦においてシステム・カリギュラがアマテラスと共闘するきっかけとなる。ルシファとの戦闘終了後、ツバンツヒの正体が超帝國5代目フィア皇帝皇女トーターエルフのコピーであり、その上で超帝國剣聖の力を研究するため「ポリメリゼーション・キャスター」となったことが明かされる。
MHマイトとしては、クバルカンのバング、バキンラカンのフェードラなど星団歴初頭の名騎を手がけた。ブーレイ傭兵騎士団が運用するMHも基本的には彼女が製作を担当している。新設定でGTMガーランドとしてはティーガー・フレーム系GTMマーク〜シリーズ（クバルカンのリッター・ジェット型やミラージュのスピード・ミラージュ型）と卵焼き器マーク8（値段8500円 売り上げ20万台以上）を手がけた（デザインズ4）。
騎士としての経歴取得を狙ってツラック隊に入隊を志願した際には一戦闘100万フェザー（日本円にして5,000万円。単行本14巻40ページにはそのように記載されているが「1フェザー=500円」なので、実際には「5億円」）もしくは一騎撃破か戦闘不能で同額の報酬をふっかけるが（なお、一戦闘50万フェザー（2億5000万円）で合意。これでもエース級の報酬）、難民の少女やベラの国民、ツラック隊内の交流して過ごす内に心境の変化が起こり、除隊時には「傭兵報酬全額をベラの難民の子供達に使って欲しい」と言い残す優しさもある（単行本14巻222ページ）。
フロートテンプル入城時には最高機密であらねばならないミラージュ騎士であることを自ら受付窓口で明かし、「平気でミラージュだとバラしちゃうようなやつが来るから案内よろしくー」とあらかじめアマテラスから（スーパーのチラシの裏面に書いた勅書で）知らされていた案内嬢の表情筋に深刻なダメージを与えた。その後、アマテラスには7777年まで付き従うこととなる。もちろん食事係として。
19L リキッド・オーシャン / ハイクル・コリーナ / アーロキンス・ナトリウム・バビロン
本編未登場。パートナーはバランシェのソナー。DESIGNS7によると、フィルモア騎士ニオ・ハスラーやナトリウム・シング・桜子の遠縁。通称は“キッド”。3069年、ミラージュ騎士ヨーン・バインツェルと黒騎士デコースの決闘の際に伝手を利用してアマテラス曰く「ぐうの音も出ない立会人」を手配した。
20L パゴナ・ヘルバート
本編未登場。DESIGNS7によると、シャフトの甥。
21L ワスペン・ナンダ・クラック / ユーゴ・マウザー
コードネーム「クラック」。ツバンツヒと同じくシステム・カリギュラのGTMガーランドにして騎士。ティンの元パートナーだったラ・ベルダをパートナーとし、ザームラント傭兵騎士団で活動していた。
詳細はファイブスター物語の登場人物#バッハトマ魔導帝国参照。
3036年、GTMデモールの実戦テスト終了後、ツバンツヒの裏切りを察して彼女を処刑するためシステム・カリギュラを率いて襲撃したが、直後にサタンとの戦いに巻き込まれたことで、ツバンツヒがミラージュ騎士となったことが結果的に「ショウメ」を研究する目的を果たすことになっていると理解すると同時に「オレをハブってこんな面白いことやってたのが許せないんだよ！」と泣くほど悔しがり（16巻P94の3コマ目。なお、4コマ目では連載時では描かれていなかった涙が描き加えられている）、その場でラキシスに対し、自分もしもべになると（一方的に）誓い、ミラージュ騎士となる。
サタンとの戦いの事件解決後、改めてラキシスに永遠の忠誠を誓うが、「アマテラスではなくラキシスにだ」と強調している。これ以降、ミラージュ騎士はアマテラスを絶対君主とするものとラキシスを絶対君主とするものとに分かれることになる。エフィー、ボーらシステム・カリギュラの者たちも同じくラキシスに忠誠を誓う。全員がパテントにより莫大な収入を得ていることから「給料はいらん！」とまで宣言したが、自身は全てを没収され無一文となり、内宮高等学校の物理顧問教師としての職を得ている。
あわせて、「こうなった以上オレたちの素性も話しておく」と前置きし、「自分たちカリギュラの指揮官クラスは超帝國時代の皇帝や支配者のコピーである」ことを告白している。マウザー自身も超帝國6代目皇帝ゼクスの姿と記憶を持っているが、能力までは与えられてはいない。
ミラージュ入団後もラキシスの命令が無い限りは極めて自由に動き回っている。バッハトマに対しては「ポイだポイ！」と捨てる気満々でいるが、コーネラのデモールやダスニカのフドーといった面倒を見ている国のGTMについては完成まで関わりたいがために、A.K.Dにとっての仮想敵国家であっても何食わぬ顔をして出入りしている（もっとも、ガーランドは超国家行動を取ることを星団法・慣習法のいずれにおいても許されているため、これらの行動にはまったく問題はない）。
22L ベルベット・ワイズメル
デコース・ワイズメルとスパークという最強で最凶の2人の間に産まれた強力な騎士（『デザインズ1』の解説では3075時点でスパークことマドラはまだ妊娠していないとのことなので誕生は魔導大戦以降とされていたが、『デザインズ4』では魔導大戦後期の3060あたりに誕生した？とされる。3069年時点でまだ赤子ながら既にパルテノをパートナーにしている。
3239年、ヤクト・ミラージュ（グリーン・レフト）で惑星カラミティ・ゴーダーズにバスターランチャーを撃ち込む。ラキシスに対し仕えているようである。マキシが消滅した後、剣聖になるという。
23L
グリーン・レフトのNo. 23は欠番。

### 第3期
ライト・レフトの区別はない。
24 ターストワイス・フォレット
本編未登場。
25 ユーパンドラ・ライム
クローム・バランシェがアマテラスのコピーとして製作した42番目のファティマ。2989年に完成直前の休眠状態でレディオス・ソープ（＝アマテラス）に託された。ダムゲート・コントロールは施されていない。後に天照家の分家の一つライム家の養子となる、星団統一後、ミラージュと共に隠遁したアマテラスに代わって「アマテラス」として星団を治める。しかし反A.K.D.派の反発を受け、4100年、アトロポスのK.O.G.-ATでコーラス6世のジュノーンと相討ちになる。
26 メロウ・クリサリス
本編未登場。レオパルト・クリサリスの息子である可能性が高い。パートナーはティータ。
27 ヨッヘンマ・ピストーチ
本編未登場。
28 サトバイ・シュレスコルハール
本編未登場。
29 ベルトバード・ゴドラ
本編未登場。
30 ルート・コーダンテ
ワスチャ・コーダンテの子孫。第3巻P148のカットにブラフォード・キュキィ夫妻とともに描かれている少女。パートナーはアレクトー。
31 ウピゾナ・バーデンバーグ
3960年、フロート・テンプルでガルシア公とすれ違った（読者間では異説もある）。4100年、男装したいでたちで登場。フロート・テンプルでゴーズ騎士団に囲まれたロレッタ・ランダースとウェイ・ルースを助けるが、ゴーズ騎士の増援が来て囲まれたところをF.U.ログナーに救出され、ヴォルケシェッツェでフロート・テンプルを脱出。トラン大統領ミッション・ルースのパートナーだったバランシェ・ファティマのメガエラを引き継いでいる。
32 カーレル・クリサリス
A.K.D.のクリサリス家の騎士。レオパルトの子孫。3960年、コーラス王朝滅亡後の残党狩りで、戦闘経験で遥かに上回るグラード・シドミアンとエストのバッシュをL.E.D.ミラージュで討ち取った。のちにMHヴォルケシェッツェのメイン騎士となる。パートナーはクリサリス家代々のティータ。
33 アラート・エックス（アラート・エックス・ヘンシェル・アトワイト）
天照家の一つエックス・ヘンシェル・アトワイト家の末裔。リィやパナールの子孫。アマテラスの星団統一後、反A.K.D.パルチザンのアジト上空でヴンダーシェッツェのテスト飛行をしていた（アマテラス直属でA.K.D.の指揮下にはないとして、ユーパンドラによる掃討にはは加わっていない）。その後アマテラスの密命を受け、ヴンダーシェッツェと共に反A.K.D.パルチザンに参加。4100年、デルタベルンの決戦でフロート・テンプルを陥落させる。パートナーはアトワイト家に代々仕えるイカロス。
ヴンダーシェッツェのテスト中に、クリサリス公からコーラスの王子と王女が生存している可能性があることを聞かされたことと、自分もその「おかしなこと」に興味があることをイカロスに語っている。
34 ヴィクトリー
第3巻P148のカットで初登場。ラキシスを七本指の掌に載せた巨人。バスター宇宙における最高存在「大君主バフォメート」その人であり、ジョーカー宇宙におけるスペクター同様バスター宇宙における「超存在（オーバーエグゼクテンス）」でありながら、バスター宇宙の創造神である太剛神モイキュードではなくアマテラスによって創造されている。人類とは異なるメンタリティを持つため、ファティマ・バクスチュアルを仲立ちにしてコミュニケーションを行うとされている。彼女をパートナーにMHヴンダーシェッツェを駆る設定だったが、DESIGNS6の記述によると、理由は明らかにされていないが（おそらくサイズ上の理由で）GTMに搭乗不可能なのでZAPのコードレターが割り振られていない。
アマテラスには「遠足」と称した上で、ショウメ争奪戦では星団暦7818年から意識体を飛ばして状況を観測。「MGPに乗った少女」との契約によりルシファ・センタイマの攻撃を掌をかざして防ぎ、シルヴィスが出現するまでの時間を稼いだ。その「遠足」、「おやつはさんびゃくえんまで」とのこと。
35 レディ・スペクター
ベルストラル星人。本名はジョーカー人には発音できない名前で、その名前が付けられる。寿命も長く、ファティマのような生体演算機能を持っている(後述)。ザ・ウィルのコントロールを担当する。第3巻P148でカーレル・クリサリスとともに花を眺めるカットが描かれている。
その正体はサタンことヴィーキュルの「ビーネン・クリーガン(女王蜂)・アスタローテ」と呼ばれる存在だったもので、ジョーカー世界に来た際、身体を珪素物質に変え人類に近い骨格とサイボーグのような外観となった。ファティマ・マータ・マータとの出会いでファティマ能力に興味を持ち、その演算能力を取り込むことでGTMをコントロールできる。
36 ザ・タワー
モラード・カーバイト最高傑作のファティマ。詩女ムグミカの預言でジ・エンプレス（新設定ではカイゼリン）専任のファティマとして設計していたが、コンコードがその任に就いた事で設計を一時休止、魔導大戦より設計再開し、「ショウメ」ことセントリー「ブリッツ」の幼生の所有する命の水を賜ってファティマと騎士の特性を併せ持つ"新人類"として3100年に完成。後にミラージュ騎士となってエンプレスことゴウト・ミラージュ（新設定ではカイゼリンRB2ことゼノア・アプターブリンガー）を駆るとされる。タワーによりレディオス・ソープの長年の目標であったファティマを使わないMHが完成した。劇中では第5話エピソード1にて胎児の状態で登場している。もとが爬虫類だからか、ひらがなでしかしゃべることができない。セントリー「ブリッツ」の力を受け継いでいるため、ライトニングブラストを撃つことも出来る。「散歩」と称してタイカ宇宙に出かけては、暴君U.R.Iと戦うモノノフ達をハイレグスーツ姿で助太刀している。星団暦7444年のルシファ・センタイマによるラキシスへの攻撃に介入し、モノノフ達を手助けするつもりでいたが、なにぶん元がブリッツであり、セントリーの主であるスイレィこと「ぽーたーのばばー」にはごぎんぐげんに負けることが確定しているため、涙を飲んで諦めている。